# Liste der Stolpersteine in Wiesbaden-Mitte
 Info: Angaben zu Eigenschaften, welche alle Teillisten für Wiesbaden gemeinsam haben, sind unter Liste der Stolpersteine in Wiesbaden zu finden.

## Liste
| Adresse                                         | Name                                                                                                | Inschrift mit Ergänzungen | Verlegedatum                                                                      | Bild                                                                            | Anmerkung |
| ----------------------------------------------- | --------------------------------------------------------------------------------------------------- | --- | --------------------------------------------------------------------------------- | ------------------------------------------------------------------------------- | --- |
| Untere Matthias-Claudius-Straße 4 ·             | Georg Aufrecht                                                                                      | Hier wohnte Georg Aufrecht Jg. 1864 'gedemütigt' entrechtet tot 14. Juli 1942 |                                                                                   |                                                                                 | |
| Untere Matthias-Claudius-Straße 4 ·             | Martha Aufrecht                                                                                     | Hier wohnte Martha Aufrecht geb. Strauss Jg. 1870 deportiert 1942 Theresienstadt 1942 Treblinka ermordet                                                                         |                                                                                   |                                                                                 | |
| Rheinstraße 98 ·                                | Abraham Bär                                                                                         | Hier wohnte Abraham Bär Jg. 1867 deportiert 1942 Theresienstadt Treblinka ermordet 29.9.1942                                                                                     |                                                                                   |                                                                                 | |
| Untere Matthias-Claudius-Straße 5 ·             | Ferdinand Baum                                                                                      | Hier wohnte Ferdinand Baum Jg. 1872 deportiert 1942 Theresienstadt ermordet 14.10.1942                                                                                           |                                                                                   | Stolperstein Ferdinand Baum                                                     | |
| Herrngartenstraße 17 ·                          | Ferdinand Baum                                                                                      | Hier wohnte Ferdinand Baum Jg. 1872 deportiert 1942 Theresienstadt ermordet 14.10.1942                                                                                           |                                                                                   | Stolperstein Ferdinand Baum, Herrngartenstr. 17 (Wiesbaden-Mitte)               | |
| Herrngartenstraße 17 ·                          | Rahel Wechsler                                                                                      | Hier wohnte Rahel Wechsler geb. Laschkowitz Jg. 1882 deportiert 1942 ermordet in Sobibor                                                                                         | Stolperstein Rahel Wechsler geb. Laschkowitz, Herrgartenstr. 17 (Wiesbaden-Mitte) |                                                                                 | |
| Herrngartenstraße 17 ·                          | Samuel Wechsler                                                                                     | Hier wohnte Samuel Wechsler Jg. 1910 Flucht 1939 Belgien interniert Mechelen deportiert 1942 ermordet in Auschwitz                                                               | Stolperstein Samuel Wechsler, Herrngartenstr. 17 (Wiesbaden-Mitte)                |                                                                                 | |
| Herrngartenstraße 17 ·                          | Herbert Epstein                                                                                     | Hier wohnte Herbert Epstein Jg. 1900 sog. Schutzhaft 1938 Dachau deportiert 1942 ermordet im besetzten Polen                                                                     | Stolperstein Herbert Epstein, Herrngartenstr. 17 (Wiesbaden-Mitte)                |                                                                                 | |
| Herrngartenstraße 17 ·                          | Sara Epstein                                                                                        | Hier wohnte Sara Epstein geb. Wechsler Jg. 1913 deportiert 1942 ermordet in Sobibor                                                                                              | Stolperstein Sara Epstein geb. Wechsler, Herrngartenstr. 17 (Wiesbaden-Mitte)     |                                                                                 | |
| Emanuel-Geibel-Straße 12 ·                      | Max Berghausen                                                                                      | Hier wohnte Max Berghausen Jg. 1871 deportiert 1942 Theresienstadt 1944 Auschwitz ermordet                                                                                       |                                                                                   |                                                                                 | |
| Emanuel-Geibel-Straße 12 ·                      | Minna Berghausen                                                                                    | Hier wohnte Minna Berghausen geb. Reitter Jg. 1876 deportiert 1942 Theresienstadt ermordet 7.10.1942                                                                             |                                                                                   |                                                                                 | |
| Schwalbacher Straße 9 ·                         | Anna Bodenheimer                                                                                    | Hier wohnte Anna Bodenheimer Jg. 1871 deportiert 1942 Theresienstadt ermordet 1.1.1943                                                                                           |                                                                                   | Stolperstein Anna Bodenheimer, Schwalbacher Str. 9 (Wiesbaden-Mitte)            | |
| Bahnhofstraße 1 ·                               | Oskar Braun                                                                                         | Hier wohnte Oskar Braun Jg. 1880 'Schutzhaft' 1938 Dachau Ermordet 22.12.1938 | 6. Okt. 2016                                                                      |                                                                                 | Oskar Braun kam nach dem 1. Weltkrieg nach Deutschland, lebte in Düsseldorf und war staatenlos. Seit 1921 war er Teilhaber der Rheinischen Wollwarenfabrik, einer im Handelsregister von Wiesbaden eingetragenen Firma, und wurde 1924 deren alleiniger Inhaber. Die Führung einer produzierenden Fabrik wird indes im Verlauf der Wirtschaftskrise immer schwieriger, so dass er mehr und mehr auf den Bereich der Wäschevertretung angewiesen ist und sein Einkommen in den Jahren nach 1933 erheblich abnimmt. Dabei werden auch die Boykottmaßnahmen der Nazis eine Rolle gespielt haben. |
| Luisenstraße 47 ·                               | Henriette Ackermann geb. Marx                                                                       | Hier wohnte Henriette Ackermann geb. Marx Jg. 1863 Deportation 1942 Theresienstadt Tot 24.9.1942                                                                                 | 8. Aug. 2007                                                                      |                                                                                 | Als Mutter von acht Kindern musste die Jüdin Ackermann während der nationalsozialistischen Diktatur selbst ohnmächtig zuschauen, wie ihre Familie immer weiterauseinander gerissen und teilweise vernichtet wurde. Anderen wiederum gelang die Flucht, doch auch hier bestand aufgrund der politischen Verhältnisse und wegen der Kriegswirren kaum mehr Kontakt. |
| Luisenstraße 47 ·                               | Martha Holzmann geb. Ackermann                                                                      | Hier wohnte Martha Holzmann geb. Ackermann Jg. 1896 Deportiert 1942 Lublin Ermordet 1942 in Sobibor                                                                              | 8. Aug. 2007                                                                      |                                                                                 | Als Mutter von acht Kindern musste die Jüdin Ackermann während der nationalsozialistischen Diktatur selbst ohnmächtig zuschauen, wie ihre Familie immer weiterauseinander gerissen und teilweise vernichtet wurde. Anderen wiederum gelang die Flucht, doch auch hier bestand aufgrund der politischen Verhältnisse und wegen der Kriegswirren kaum mehr Kontakt. |
| Luisenstraße 47 ·                               | Adolf Stern                                                                                         | Hier wohnte Adolf Stern Jg. 1878 Gedemütigt / Entrechtet Flucht in den Tod 10.6.1942                                                                                             | 30. Apr. 2013                                                                     |                                                                                 | |
| Luisenstraße 47 ·                               | Hedwig Stern geb. Mann                                                                              | Hier wohnte Hedwig Stern geb. Mann Jg. 1879 Gedemütigt/Entrechtet Flucht in den Tod 10.8.1942                                                                                    | 30. Apr. 2013                                                                     |                                                                                 | |
| Luisenstraße 47 ·                               | Constanze Trum geb. Mann                                                                            | Hier wohnte Constanze Trum geb. Mann Jg. 1887 Deportiert 1942 Lublin Ermordet in Sobibor                                                                                         | 2. Dez. 2010                                                                      |                                                                                 | |
| Mauergasse 19 ·                                 | Clotilde Adler                                                                                      | Hier wohnte Clotilde Adler geb. Nassauer Jg. 1882 Deportation 1942 Izbica Ermordet in Sobibor                                                                                    | 8. Apr. 2014                                                                      |                                                                                 | |
| Mauergasse 19 ·                                 | Mathilde Simon geb. Wolff                                                                           | Hier wohnte Mathilde Simon geb. Wolff Jg. 1872 Deportiert 1942 Theresienstadt Tot 8.10.1942                                                                                      | 18. Feb. 2009                                                                     |                                                                                 | Die Simons betrieben in der Mauergasse 19 eine Bäckerei. Das Haus, in dem sie zusammen mit Mathildes lediger Schwester Rebecka Wolff auch wohnten, gehörte Wilhelm Simon. |
| Mauergasse 19 ·                                 | Wilhelm Simon                                                                                       | Hier wohnte Wilhelm Simon Jg. 1887 Gedemütigt/Entrechtet Tot 7.4.1941 in Wiesbaden                                                                                               | 18. Feb. 2009                                                                     |                                                                                 | Die Simons betrieben in der Mauergasse 19 eine Bäckerei. Das Haus, in dem sie zusammen mit Mathildes lediger Schwester Rebecka Wolff auch wohnten, gehörte Wilhelm Simon. |
| Mauergasse 19 ·                                 | Rebecka Wolff                                                                                       | Hier wohnte Rebecka Wolff Jg. 1874 Deportiert 1943 Theresienstadt Befreit 1945 Überlebt                                                                                          | 18. Feb. 2009                                                                     |                                                                                 | Die Simons betrieben in der Mauergasse 19 eine Bäckerei. Das Haus, in dem sie zusammen mit Mathildes lediger Schwester Rebecka Wolff auch wohnten, gehörte Wilhelm Simon. |
| Taunusstraße 6 ·                                | Kurt-Jakob Amson                                                                                    | Hier wohnte Kurt-Jakob Amson Jg. 1905 Eingewiesen 1927 Heilanstalt Eichberg Tot 21.01.1940                                                                                       | 5. Mai 2010                                                                       |                                                                                 | Aufgrund einer angeborenen körperlichen und geistigen Behinderung war Kurt-Jakob Amson schon früh auf institutionelle Heimpflege und Betreuung angewiesen Sein Bruder Rolf Amson war ebenfalls behindert und lebte seit seinem 9. Lebensjahr auch im „Heilerziehungsheim Calmenhof“ in Idstein |
| Taunusstraße 6 ·                                | Rolf Amson                                                                                          | Hier wohnte Rolf Amson Jg. 1911 Eingewiesen 1941 Heilanstalt Weilmunster Heilanstalt Hadamar Ermordet 1941                                                                       | 5. Mai 2010                                                                       |                                                                                 | Aufgrund einer angeborenen körperlichen und geistigen Behinderung war Kurt-Jakob Amson schon früh auf institutionelle Heimpflege und Betreuung angewiesen Sein Bruder Rolf Amson war ebenfalls behindert und lebte seit seinem 9. Lebensjahr auch im „Heilerziehungsheim Calmenhof“ in Idstein |
| Bahnhofstraße 46 ·                              | Emma August geb. Weil                                                                               | Hier wohnte Emma August geb. Weil Jg. 1862 Deportiert 1942 Theresienstadt Ermordet 29.12.1942                                                                                    | 14. Apr. 2014                                                                     |                                                                                 | |
| Bahnhofstraße 46 ·                              | Lea Emilie Nussbaum geb. August                                                                     | Hier wohnte Lea Emilie Nussbaum geb. August Jg. 1895 Deportiert 1942 Theresienstadt Ermordet 18.4.1943                                                                           | 14. Apr. 2014                                                                     |                                                                                 | |
| Bahnhofstraße 46 ·                              | Maximilian Nussbaum                                                                                 | Hier wohnte Maximilian Nussbaum Jg. 1893 Deportiert 1942 Theresienstadt Ermordet 6.10.1944 Auschwitz                                                                             | 14. Apr. 2014                                                                     |                                                                                 | |
| Bahnhofstraße 46 ·                              | Hedwig Strauss geb. Rödelheimer                                                                     | Hier wohnte Hedwig Strauss geb. Rödelheimer Jg. 1879 Deportiert 1942 Theresienstadt Ermordet 21.9.1942                                                                           | 14. Apr. 2014                                                                     |                                                                                 | Das Ehepaar Strauß führte eine Weingroßhandlung in der Nikolasstraße 28, heute Bahnhofstraße 46, die sehr gut lief. Sie besaßen eigene Weinberge in Geisenheim. Weinlieferungen wurden deutschlandweit abgewickelt. |
| Bahnhofstraße 46 ·                              | Sebald Strauss                                                                                      | Hier wohnte Sebald Strauss Jg. 1866 Deportiert 1942 Theresienstadt Ermordet 6.10.1942                                                                                            | 14. Apr. 2014                                                                     |                                                                                 | Das Ehepaar Strauß führte eine Weingroßhandlung in der Nikolasstraße 28, heute Bahnhofstraße 46, die sehr gut lief. Sie besaßen eigene Weinberge in Geisenheim. Weinlieferungen wurden deutschlandweit abgewickelt. |
| Kirchgasse 29 ·                                 | Helene Schwarz geb. Birnzweig                                                                       | Hier wohnte Helene Schwarz geb. Birnzweig Jg. 1893 Deportiert 1942 Ermordet in Sobibor                                                                                           | 1. Juni 2016                                                                      |                                                                                 | |
| Kirchgasse 29 ·                                 | Rudolf Schwarz                                                                                      | Hier wohnte Rudolf Schwarz Jg. 1881 'Schutzhaft' 1938 Buchenwald Deportiert 1942 Ermordet im besetzten Polen                                                                     | 1. Juni 2016                                                                      |                                                                                 | |
| Kirchgasse 52 ·                                 | Hilde Agnes Bachmann geb. Cahen                                                                     | Hier wohnte Hilde Agnes Bachmann geb. Cahen Jg. 1897 Deportiert 1942 Lublin Ermordet in Sobibor                                                                                  | 8. Apr. 2014                                                                      |                                                                                 | Zur Erinnerung an Sophie Cahen, geb. Kleeberg, und ihre Tochter Hilde Agnes Bachmann |
| Kirchgasse 52 ·                                 | Sophie Cahen geb. Kleeberg                                                                          | Hier wohnte Sophie Cahen geb. Kleeberg Jg. 1871 gedemütigt/entrechtet Flucht in den Tod 19.10.1940                                                                               | 8. Apr. 2014                                                                      |                                                                                 | Zur Erinnerung an Sophie Cahen, geb. Kleeberg, und ihre Tochter Hilde Agnes Bachmann |
| Adelheidstraße 18 ·                             | Elise Baer geb. Herz                                                                                | Hier wohnte Elise Baer geb. Herz Jg. 1882 Gedemütigt/Entrechtet Flucht in den Tod 25.08.1942                                                                                     | 30. Juni 2009                                                                     |                                                                                 | Von 1933 bis 1936 lebte Elise Baer in der Adelheidstraße 18 im Erdgeschoss. Sie wurde finanziell von ihrer Tochter Anna unterstützt. Im Testament ihres Schwiegersohnes, der wegen der nationalsozialistischen Repressalien Selbstmord beging, ist zur Sicherstellung des Lebensunterhaltes von Elise Baer ein monatlicher Betrag von 200 RM ausgewiesen. Ihre Tochter Anna war schon im März 1942 von Mainz nach Lublin deportiert worden, ihr Schwiegersohn hatte sich 1939 das Leben genommen. Von ihm hatte Elise Baer eine Kapsel Zyankali erhalten. Nachdem sie den Bescheid mit dem Datum ihrer Deportation erhalten hatte, räumte sie am 25. August 1942 ihre Wohnung auf, richtete sich ordentlich her, legte sich auf das gemachte Bett und nahm das Gift ein. |
| Ellenbogengasse 11 ·                            | Julie Baum geb. Schloss                                                                             | Hier wohnte Julie Baum geb. Schloss Jg. 1875 Deportiert 1942 Theresienstadt Treblinka Ermordet 29.9.1942                                                                         | 19. Apr. 2016                                                                     |                                                                                 | Erinnerungsblatt an Julie Baum und ihre Schwester Klara Dreifuss Zur Erinnerung an Sophie Cahen, geb. Kleeberg, und ihre Tochter Hilde Agnes Bachmann |
| Ellenbogengasse 11 ·                            | Klara Dreifuss geb. Schloss                                                                         | Hier wohnte Klara Dreifuss geb. Schloss Jg. 1868 Deportiert 1942 Theresienstadt Ermordet 20.11.1942                                                                              | 19. Apr. 2016                                                                     |                                                                                 | Erinnerungsblatt an Julie Baum und ihre Schwester Klara Dreifuss Zur Erinnerung an Sophie Cahen, geb. Kleeberg, und ihre Tochter Hilde Agnes Bachmann |
| Mauergasse 8 ·                                  | Karl Baum                                                                                           | Hier wohnte Karl Baum Jg. 1884 Deportiert 1942 Lublin Ermordet in Sobibor | 22. Jan. 2009                                                                     |                                                                                 | Karl Baum war Inhaber einer alteingesessenen Metzgerei in der Schulgasse 2 in Wiesbaden, wo sich auch die Wohnung befand. Zeugen bestätigen, dass das Geschäft bis 1932 gut lief. Erinnerungsblatt Karl und Toni Baum sowie Karls Bruder Leo |
| Mauergasse 8 ·                                  | Leo Baum                                                                                            | Hier wohnte Leo Baum Jg. 1893 Seit 1934 "Heilanstalt" Eichberg Ermordet 1941 in 'Heilanstalt’ Hadamar                                                                            | 22. Jan. 2009                                                                     |                                                                                 | Karl Baum war Inhaber einer alteingesessenen Metzgerei in der Schulgasse 2 in Wiesbaden, wo sich auch die Wohnung befand. Zeugen bestätigen, dass das Geschäft bis 1932 gut lief. Erinnerungsblatt Karl und Toni Baum sowie Karls Bruder Leo |
| Mauergasse 8 ·                                  | Toni Baum geb. Bierig                                                                               | Hier wohnte Toni Baum geb. Bierig Jg. 1886 Deportiert 1942 Lublin Ermordet in Sobibor                                                                                            | 22. Jan. 2009                                                                     |                                                                                 | Karl Baum war Inhaber einer alteingesessenen Metzgerei in der Schulgasse 2 in Wiesbaden, wo sich auch die Wohnung befand. Zeugen bestätigen, dass das Geschäft bis 1932 gut lief. Erinnerungsblatt Karl und Toni Baum sowie Karls Bruder Leo |
| Herrngartenstraße 11 ·                          | Regina Beck geb. Sichel                                                                             | Regina Beck geb. Sichel Jg. 1868 Gedemütigt/Entrechtet Flucht in den Tod 28.8.1942                                                                                               | 2. Mai 2013                                                                       |                                                                                 | Regina Beck war Eigentümerin des Hauses Herrngartenstraße 11. Da sie keinen Beruf und somit kein Einkommen durch Arbeit hatte, vermietete sie in ihrem Haus Wohnungen an zwei jüdische Parteien im Vorderhaus und drei sogenannte arische Parteien im Hinterhaus. Am 12. Februar 1940 musste sie dann eine Sicherungsanordnung für ihr Konto unterschreiben; damit war es gesperrt und ihr Vermögen für sie nicht mehr verfügbar. 1942 – sie war schon 72 Jahre alt – wurde sie noch als arbeitsfähig eingestuft. Regina Beck wurde nicht verhaftet und nach Theresienstadt deportiert, weil sie sich wenige Tage zuvor, am 28. August 1942, das Leben nahm. Einige ihrer Geschwister und deren Kinder überlebten den Holocaust. Von ihnen wurde am 12. Oktober 1949 ein Entschädigungsantrag gestellt. Sie erhielten insgesamt 10.000 Mark Entschädigung. |
| Röderstraße 26 ·                                | Rosa Borger geb. Melamet                                                                            | Hier wohnte Rosa Borger Jg. 1896 geb. Melamet Deportiert 1942 Ermordet in Sobibor                                                                                                | 24. Okt. 2019                                                                     |                                                                                 | Erinnerungsblätter an Rosa Borger geb. Melamet und ihren Sohn Oskar David |
| Röderstraße 26 ·                                | Oskar Borger                                                                                        | Hier wohnte Oskar Borger Jg. 1926 Deportiert 1942 Ermordet im besetzten Polen | 24. Okt. 2019                                                                     |                                                                                 | Erinnerungsblätter an Rosa Borger geb. Melamet und ihren Sohn Oskar David |
| Pagenstecherstraße 4 ·                          | Dr. Max Marcus Bender                                                                               | Hier wohnte Dr. Max Marcus Bender Jg. 1861 Deportiert 1942 Theresienstadt Ermordet 27.9.1942                                                                                     | 30. Apr. 2013                                                                     |                                                                                 | |
| Mauergasse 12 ·                                 | Felix Berney                                                                                        | Hier wohnte Felix Berney Jg. 1883 Deportiert 10.8.1942 Lublin Ermordet 1942 in Sobibor                                                                                           | 22. Jan. 2008                                                                     |                                                                                 | Die Berneys wohnten in der Mauergasse 12. Das Ehepaar führte dort eine alteingesessene Metzgerei. |
| Mauergasse 12 ·                                 | Rosalie Berney geb. Katz                                                                            | Hier wohnte Rosalie Berney geb. Katz Jg. 1878 Deportiert 10.6.1942 Ermordet 1942 in Sobibor                                                                                      | 22. Jan. 2008                                                                     |                                                                                 | Die Berneys wohnten in der Mauergasse 12. Das Ehepaar führte dort eine alteingesessene Metzgerei. |
| Luisenstraße 17 ·                               | Beate Berney                                                                                        | Hier wohnte Beate Berney Jg. 1923 Deportiert 1942 Lublin Ermordet in Sobibor | 2. Mai 2013                                                                       |                                                                                 | |
| Luisenstraße 17 ·                               | Heinrich Berney                                                                                     | Hier wohnte Heinrich Berney Jg. 1888 Deportiert 1942 Lublin Ermordet in Sobibor                                                                                                  | 2. Mai 2013                                                                       |                                                                                 | |
| Luisenstraße 17 ·                               | Karolina Berney geb. Löser                                                                          | Hier wohnte Karolina Berney geb. Löser Jg. 1890 Deportiert 1942 Lublin Ermordet in Sobibor                                                                                       | 2. Mai 2013                                                                       |                                                                                 | |
| Wilhelmstraße 30 ·                              | Paula Bertram geb. Dispeker                                                                         | Hier wohnte Paula Bertram geb. Dispeker Jg. 1881 Gedemütigt/Entrechtet Flucht in den Tod 11.6.1942                                                                               | 9. Okt. 2014                                                                      |                                                                                 | |
| Wilhelmstraße 30 ·                              | Jeanette Mosbach geb. Dispeker                                                                      | Hier wohnte Jeanette Mosbach geb. Dispeker Jg. 1879 Deportiert 1942 Lublin Ermordet in Sobibor                                                                                   | 9. Okt. 2014                                                                      |                                                                                 | |
| Kirchgasse Ecke Schulgasse, Kaufhaus Karstadt · | Adolf Julius Blumenthal                                                                             | Adolf Julius Blumenthal Jg. 1887 Deportiert Sobibor Ermordet 16.7.1943 | 30. März 2006                                                                     |                                                                                 | Zur Erinnerung an Julie, Adolf und Irma Blumenthal |
| Kirchgasse Ecke Schulgasse, Kaufhaus Karstadt · | Irma Blumenthal Rosenthal                                                                           | Irma Blumenthal Rosenthal Jahrgang 1898 Deportiert Auschwitz Ermordet 25.1.1943                                                                                                  | 30. März 2006                                                                     |                                                                                 | Zur Erinnerung an Julie, Adolf und Irma Blumenthal |
| Luisenstraße 26 ·                               | Paula Briefwechsler geb. Blumenthal                                                                 | Hier wohnte Paula Briefwechsler geb. Blumenthal Jg. 1899 Deportiert 1942 Ermordet in Sobibor                                                                                     | 15. Mai 2015                                                                      |                                                                                 | Nach Wiesbaden waren Simon und Paula Briefwechsler und ihr Sohn Walter gekommen, um ihre Flucht aus Nazideutschland zu organisieren. Im Juli 1939 zogen sie von St. Pölten/Österreich zur Untermiete in die Luisenstraße 26. |
| Luisenstraße 26 ·                               | Simon Briefwechsler                                                                                 | Hier wohnte Simon Briefwechsler Jg. 1894 Flucht 1939 England Interniert Isle of Man Gefangenentransport 1940 Australien 1943 Palästina                                           | 15. Mai 2015                                                                      |                                                                                 | Nach Wiesbaden waren Simon und Paula Briefwechsler und ihr Sohn Walter gekommen, um ihre Flucht aus Nazideutschland zu organisieren. Im Juli 1939 zogen sie von St. Pölten/Österreich zur Untermiete in die Luisenstraße 26. |
| Luisenstraße 26 ·                               | Walter Briefwechsler                                                                                | Hier wohnte Walter Briefwechsler Jg. 1930 Deportiert 1942 Ermordet in Sobibor | 15. Mai 2015                                                                      |                                                                                 | Nach Wiesbaden waren Simon und Paula Briefwechsler und ihr Sohn Walter gekommen, um ihre Flucht aus Nazideutschland zu organisieren. Im Juli 1939 zogen sie von St. Pölten/Österreich zur Untermiete in die Luisenstraße 26. |
| Kaiser-Friedrich-Ring 34 ·                      | Alicia Capell geb. Joseph                                                                           | Hier wohnte Alicia Capell geb. Joseph Jg. 1887 Deportiert 1.8.1942 Tot 15.6.1944                                                                                                 | 22. Jan. 2008                                                                     |                                                                                 | Edmund Capell war seit 1910 Kantor der liberalen Jüdischen Gemeinde am Michelsberg und Lehrer in Wiesbaden. Bis 1935 gab er an Wiesbadener Knabenschulen jüdischen Religionsunterricht. |
| Kaiser-Friedrich-Ring 34 ·                      | Edmund Capell                                                                                       | Hier wohnte Edmund Capell Jg. 1876 Deportiert 1.9.1942 Theresienstadt Tot 24.9.1942                                                                                              | 22. Jan. 2008                                                                     |                                                                                 | Edmund Capell war seit 1910 Kantor der liberalen Jüdischen Gemeinde am Michelsberg und Lehrer in Wiesbaden. Bis 1935 gab er an Wiesbadener Knabenschulen jüdischen Religionsunterricht. |
| Oranienstraße 60 ·                              | Frieda Decker                                                                                       | Hier wohnte Frieda Decker Jg. 1871 Deportiert 1942 Theresienstadt Tot 4.10.1942                                                                                                  | 8. Apr. 2014                                                                      |                                                                                 | |
| Oranienstraße 60 ·                              | Otto Selig                                                                                          | Hier wohnte Otto Selig Jg. 1878 Deportiert 1942 Lublin Ermordet in Sobibor | 8. Apr. 2014                                                                      |                                                                                 | |
| Adelheidstraße 44 ·                             | Julie Dreyfuss geb. Altmayer                                                                        | Hier wohnte Julie Dreyfuss geb. Altmayer Jg. 1875 Deportiert 1942 Theresienstadt Tot 14.12.1942                                                                                  | 30. Juni 2009                                                                     |                                                                                 | Zur Erinnerung an Julie Dreyfuss, geb. Allmayer |
| Oranienstraße 43 ·                              | Dora Ebbe                                                                                           | Hier wohnte Dora Ebbe Jg. 1928 Ausgewiesen 1938 nach Bendzin/Polen Todesmarsch Tot an Folgen 1945                                                                                | 28. Aug. 2008                                                                     |                                                                                 | Zur Erinnerung an Max Ebbe und seine Kinder Leopold und Dora Max Ebbe heiratet 1919 Hedwig Ebbe, geb. Eiba, die aus München stammt. Er hat den Beruf des Uhrmachers erlernt und eröffnet 1920 ein Uhrengeschäft in der Kirchgasse 49. |
| Oranienstraße 43 ·                              | Leopold Ebbe                                                                                        | Hier wohnte Leopold Ebbe Jg. 1926 Ausgewiesen 1938 nach Bendzin/Polen Ermordet                                                                                                   | 28. Aug. 2008                                                                     |                                                                                 | Zur Erinnerung an Max Ebbe und seine Kinder Leopold und Dora Max Ebbe heiratet 1919 Hedwig Ebbe, geb. Eiba, die aus München stammt. Er hat den Beruf des Uhrmachers erlernt und eröffnet 1920 ein Uhrengeschäft in der Kirchgasse 49. |
| Oranienstraße 43 ·                              | Max Ebbe                                                                                            | Hier wohnte Max Ebbe Jg. 1895 Ausgewiesen 1938 nach Bendzin/Polen Ermordet | 28. Aug. 2008                                                                     |                                                                                 | Zur Erinnerung an Max Ebbe und seine Kinder Leopold und Dora Max Ebbe heiratet 1919 Hedwig Ebbe, geb. Eiba, die aus München stammt. Er hat den Beruf des Uhrmachers erlernt und eröffnet 1920 ein Uhrengeschäft in der Kirchgasse 49. |
| Neugasse 3 ·                                    | Benni Ehrenreich                                                                                    | Hier wohnte Benni Ehrenreich Jg. 1927 Flucht 1938 Polen Ermordet in Auschwitz | 5. Mai 2010                                                                       |                                                                                 | Benni, Mary und Rosi Ehrenreich lebten mit ihren Eltern Heinrich und Lotte, geb. Dörner, und der jüngeren Schwester Fanny, in der Neugasse 3. Heinrich Ehrenreich stellte „Wollwaren, Strickwaren und sonstige Textilwaren her“ und vertrieb sie über einen Großhandel. Geschäfts- und Wohnräume befanden sich im 1. Stock des Hauses. |
| Neugasse 3 ·                                    | Mary Ehrenreich                                                                                     | Hier wohnte Mary Ehrenreich Jg. 1922 Flucht 1938 Holland Interniert Westerbork Ermordet in Auschwitz                                                                             | 5. Mai 2010                                                                       |                                                                                 | Benni, Mary und Rosi Ehrenreich lebten mit ihren Eltern Heinrich und Lotte, geb. Dörner, und der jüngeren Schwester Fanny, in der Neugasse 3. Heinrich Ehrenreich stellte „Wollwaren, Strickwaren und sonstige Textilwaren her“ und vertrieb sie über einen Großhandel. Geschäfts- und Wohnräume befanden sich im 1. Stock des Hauses. |
| Neugasse 3 ·                                    | Rosi Ehrenreich                                                                                     | Hier wohnte Rosi Ehrenreich Jg. 1924 Flucht 1939 Holland Interniert Westerbork Ermordet in Auschwitz                                                                             | 5. Mai 2010                                                                       |                                                                                 | Benni, Mary und Rosi Ehrenreich lebten mit ihren Eltern Heinrich und Lotte, geb. Dörner, und der jüngeren Schwester Fanny, in der Neugasse 3. Heinrich Ehrenreich stellte „Wollwaren, Strickwaren und sonstige Textilwaren her“ und vertrieb sie über einen Großhandel. Geschäfts- und Wohnräume befanden sich im 1. Stock des Hauses. |
| Neugasse 3 ·                                    | Leon Golomb                                                                                         | Hier wohnte Leon Golomb Jg. 1897 Deportiert 1942 Lublin Ermordet 1942 in Sobibor                                                                                                 | 8. Apr. 2014                                                                      |                                                                                 | Seit 1923 hatte Leon Golomb ein Gewerbe in Wiesbaden angemeldet. Er war Handelsvertreter für Wäscheartikel und arbeitete für diverse Wäschefabriken auf Provisionsbasis. Dafür war er in ganz Deutschland unterwegs. |
| Luisenstraße 14 ·                               | Betty Engel geb. Goslar                                                                             | Hier wohnte Betty Engel geb. Goslar Jg. 1873 Deportiert 1942 Theresienstadt Ermordet 22.3.1944                                                                                   | 15. Okt. 2015                                                                     |                                                                                 | Seit 1922 wohnte die Familie Engel in der Luisenstraße 14 Paul Engel beendete seine Schulzeit in Wiesbaden und absolvierte anschließend am Technikum in Bingen sein Studium zum Maschinenbauingenieur. Seine erste Anstellung fand er bei Krupp in Duisburg; sie endete nach dem Ruhrkampf von 1923/24. Paul kehrte nach Wiesbaden zurück. |
| Luisenstraße 14 ·                               | Paul Engel                                                                                          | Hier wohnte Paul Engel Jg. 1900 Deportiert 1942 Izbica 1942 Majdanek Ermordet | 15. Okt. 2015                                                                     |                                                                                 | Seit 1922 wohnte die Familie Engel in der Luisenstraße 14 Paul Engel beendete seine Schulzeit in Wiesbaden und absolvierte anschließend am Technikum in Bingen sein Studium zum Maschinenbauingenieur. Seine erste Anstellung fand er bei Krupp in Duisburg; sie endete nach dem Ruhrkampf von 1923/24. Paul kehrte nach Wiesbaden zurück. |
| Friedrichstraße 6 ·                             | Dr. Willi Fackenheim                                                                                | Hier wohnte Dr. Willi Fackenheim Jg. 1882 Verhaftet 1938 Buchenwald Flucht 1939 Shanghai Tot 1943                                                                                | 8. Juni 2007                                                                      |                                                                                 | Dr. Willi Fackenheim studierte in Halle, Berlin und Würzburg Medizin und eröffnet in Wiesbaden eine Praxis als praktischer Arzt und Kurarzt. Während des Ersten Weltkriegs musste er als Lazarettarzt in der Armee dienen. Er wurde als Hauptmann entlassen und mit dem EK II ausgezeichnet. |
| Friedrichstraße 6 ·                             | Elsa Fackenheim geb. Altschul                                                                       | Hier wohnte Elsa Fackenheim geb. Altschul Jg. 1894 Flucht 1939 Shanghai Tot 1945                                                                                                 | 8. Juni 2007                                                                      |                                                                                 | Dr. Willi Fackenheim studierte in Halle, Berlin und Würzburg Medizin und eröffnet in Wiesbaden eine Praxis als praktischer Arzt und Kurarzt. Während des Ersten Weltkriegs musste er als Lazarettarzt in der Armee dienen. Er wurde als Hauptmann entlassen und mit dem EK II ausgezeichnet. |
| Mauergasse 14 ·                                 | David Förster                                                                                       | Hier wohnte David Förster Jg. 1925 Ausgewiesen 1939 nach Polen Interniert Ghetto Bendzin Ermordet                                                                                | 2. Juli 2009                                                                      |                                                                                 | |
| Mauergasse 14 ·                                 | Heinrich Förster                                                                                    | Hier wohnte Heinrich Förster Jg. 1930Ausgewiesen 1938 nach Polen Interniert Ghetto Bendzin Ermordet                                                                              | 2. Juli 2009                                                                      |                                                                                 | |
| Mauergasse 14 ·                                 | Melga Mathilde Förster                                                                              | Hier wohnte Melga Mathilde Förster Jg. 1928 Ausgewiesen 1938 nach Polen Interniert Ghetto Bendzin Ermordet                                                                       | 2. Juli 2009                                                                      |                                                                                 | |
| Mauergasse 14 ·                                 | Moritz Förster                                                                                      | Hier wohnte Moritz Förster Jg. 1898 Ausgewiesen 1938 nach Polen Interniert Ghetto Bendzin Ermordet                                                                               | 2. Juli 2009                                                                      |                                                                                 | |
| Mauergasse 14 ·                                 | Regina Förster geb. Frommer                                                                         | Hier wohnte Regina Förster geb. Frommer Jg. 1905 Ausgewiesen 1938 nach Polen Interniert Ghetto Bendzin Ermordet                                                                  | 2. Juli 2009                                                                      |                                                                                 | |
| Herderstraße 11 ·                               | Abraham Friedmann                                                                                   | Hier wohnte Abraham Friedmann Jg. 1886 Deportiert 1942 Lublin Ermordet 1942 in Sobibor                                                                                           | 8. Juni 2007                                                                      |                                                                                 | Zur Erinnerung an die dritte Generation der Familie Friedmann |
| Herderstraße 11 ·                               | Beatrix Friedmann                                                                                   | Hier wohnte Beatrix Friedmann Jg.1924 Deportiert 1942 Lublin Ermordet 1942 in Sobibor                                                                                            | 8. Juni 2007                                                                      |                                                                                 | Zur Erinnerung an die dritte Generation der Familie Friedmann |
| Herderstraße 11 ·                               | Edith Friedmann                                                                                     | Hier wohnte Edith Friedmann Jg. 1921 Deportiert 1942 Lublin Ermordet 1942 in Sobibor                                                                                             | 8. Juni 2007                                                                      |                                                                                 | Zur Erinnerung an die dritte Generation der Familie Friedmann |
| Herderstraße 11 ·                               | Hilde Friedmann geb. Stiefel                                                                        | Hier wohnte Hilde Friedmann geb. Stiefel Jg. 1882 Deportiert 1942 Lublin Ermordet 1942 in Sobibor                                                                                | 8. Juni 2007                                                                      |                                                                                 | Zur Erinnerung an die dritte Generation der Familie Friedmann |
| Herderstraße 11 ·                               | Judith Friedmann                                                                                    | Hier wohnte Judith Friedmann Jg. 1940 Deportiert 1942 Lublin Ermordet 1942 in Sobibor                                                                                            | 8. Juni 2007                                                                      |                                                                                 | Zur Erinnerung an die dritte Generation der Familie Friedmann |
| Michelsberg 26 ·                                | Juda Baruch Licht                                                                                   | Hier wohnte Baruch Licht Jg. 1877 Ausgewiesen 1938 Polen Ghetto Tarnow Ermordet                                                                                                  | 22. Jan. 2009                                                                     |                                                                                 | Zur Erinnerung an Baruch und Eva Licht, geb. Neustadt, sowie ihre Kinder |
| Michelsberg 26 ·                                | Eva Chavitte Licht geb. Neustadt                                                                    | Hier wohnte Eva Licht geb. Neustadt Jg. 1880 Ausgewiesen 1938 Polen Ghetto Tarnow Ermordet                                                                                       | 22. Jan. 2009                                                                     |                                                                                 | Zur Erinnerung an Baruch und Eva Licht, geb. Neustadt, sowie ihre Kinder |
| Michelsberg 26 ·                                | Ephraim Licht                                                                                       | Hier wohnte Ephraim Licht Jg. 1908 Polenaktion 1938 Ermordet | 30. Apr. 2013                                                                     |                                                                                 | Zur Erinnerung an die Geschwister Jakob, Ephraim und Jenny Licht |
| Michelsberg 26 ·                                | Jakob Licht                                                                                         | Hier wohnte Jakob Licht Jg. 1905 Polizeiaktion 1938 Zwangsarbeit 1940 im besetzten Polen Erschossen                                                                              | 30. Apr. 2013                                                                     |                                                                                 | Zur Erinnerung an die Geschwister Jakob, Ephraim und Jenny Licht |
| Michelsberg 26 ·                                | Jenny Gartenhaus geb. Licht                                                                         | Hier wohnte Jenny Gartenhaus geb. Licht Jg. 1910 Polenaktion 1938 Tarnow Ermordet                                                                                                | 30. Apr. 2013                                                                     |                                                                                 | Zur Erinnerung an die Geschwister Jakob, Ephraim und Jenny Licht |
| Adelheidstraße 72 ·                             | Cäcilie Goldstein geb. Keins                                                                        | Hier wohnte Cäcilie Goldstein geb. Keins Jg. 1887 Deportiert 1942 Lublin Ermordet 1942 in Sobibor                                                                                | 30. Juni 2009                                                                     |                                                                                 | Zur Erinnerung an Cäcilie Goldstein, ihre Tochter Nora und ihre ganze Familie |
| Adelheidstraße 72 ·                             | Nora Goldstein                                                                                      | Hier wohnte Nora Goldstein Jg. 1905 Deportiert 1942 Lublin Ermordet 1942 in Sobibor                                                                                              | 30. Juni 2009                                                                     |                                                                                 | Zur Erinnerung an Cäcilie Goldstein, ihre Tochter Nora und ihre ganze Familie |
| Bahnhofstraße 25 ·                              | Berthold Guthmann                                                                                   | Hier wohnte Berthold Guthmann Jg. 1893 Deportiert 1943 Theresienstadt Ermordet 29.9.1944 in Auschwitz                                                                            | 8. Juni 2007                                                                      |                                                                                 | Zur Erinnerung an drei Generationen Guthmann: Jacob, Berthold und Paul. Berthold Guthmann war Flieger in der Richthofen-Staffel. Er studierte in Freiburg und Gießen Jura und war Mitglied einer Verbindung. Er ließ sich in Wiesbaden als Rechtsanwalt nieder. Während er anderen verstärkt bei der Emigration half, blieb er selbst mit seiner Familie in Wiesbaden. Er wurde Vorsitzender der Jüdischen „Einheitsgemeinde“ in der Friedrichstraße. |
| Bahnhofstraße 25 ·                              | Jakob Guthmann                                                                                      | Hier wohnte Jakob Guthmann Jg. 1868 Deportiert 1942 Theresienstadt Tot 18.9.1942                                                                                                 | 8. Juni 2007                                                                      |                                                                                 | Zur Erinnerung an drei Generationen Guthmann: Jacob, Berthold und Paul. Berthold Guthmann war Flieger in der Richthofen-Staffel. Er studierte in Freiburg und Gießen Jura und war Mitglied einer Verbindung. Er ließ sich in Wiesbaden als Rechtsanwalt nieder. Während er anderen verstärkt bei der Emigration half, blieb er selbst mit seiner Familie in Wiesbaden. Er wurde Vorsitzender der Jüdischen „Einheitsgemeinde“ in der Friedrichstraße. |
| Bahnhofstraße 25 ·                              | Paul Guthmann                                                                                       | Hier wohnte Paul Guthmann Jg. 1922 Deportiert 1943 Theresienstadt Auschwitz Ermordet 12.3.1945 KZ Mauthausen                                                                     | 8. Juni 2007                                                                      |                                                                                 | Zur Erinnerung an drei Generationen Guthmann: Jacob, Berthold und Paul. Berthold Guthmann war Flieger in der Richthofen-Staffel. Er studierte in Freiburg und Gießen Jura und war Mitglied einer Verbindung. Er ließ sich in Wiesbaden als Rechtsanwalt nieder. Während er anderen verstärkt bei der Emigration half, blieb er selbst mit seiner Familie in Wiesbaden. Er wurde Vorsitzender der Jüdischen „Einheitsgemeinde“ in der Friedrichstraße. |
| Nerostraße 46 ·                                 | Perlja Hammermann geb. Kupermann                                                                    | Hier wohnte Perlja Hammermann geb. Kupermann Jg. 1875 Deportiert 1942 Theresienstadt Ermordet 29.9.1942 Treblinka                                                                | 2. Juli 2009                                                                      |                                                                                 | Zur Erinnerung an Perlja Hammermann, geb. Kupermann |
| Schützenhofstraße 4 ·                           | Auguste Harpuder                                                                                    | Auguste Harpuder geb. Knösing Jg. 1894 Flucht 1933 England 1934 USA | 29. Oktober 2021                                                                  |                                                                                 | |
| Schützenhofstraße 4 ·                           | Karl Harpuder                                                                                       | Hier arbeitete Karl Harpuder Jg. 1893 Flucht 1933 England 1934 USA | 29. Oktober 2021                                                                  |                                                                                 | |
| Luisenstraße 19 ·                               | Ottilie Herz                                                                                        | Hier wohnte Otilie Herz Jg. 1866 Deportiert 1942 Theresienstadt Ermordet 18.9.1942                                                                                               | 6. Okt. 2016                                                                      |                                                                                 | Otilie Herz war gelähmt. Ihre Leidenschaft galt der Musik und der Literatur. Trotz ihrer Behinderung führte sie ein reges gesellschaftliches Leben. |
| Webergasse 35 ·                                 | Carl Nathan Herzog                                                                                  | Hier wohnte Carl Nathan Herzog Jg. 1867 Denunziert Verhaftet 1942 Buchenwald Tot 2.11.1942                                                                                       | 4. Okt. 2011                                                                      |                                                                                 | |
| Adelheidstraße 34 ·                             | Karl Jakob Friedrich Herzog                                                                         | Hier wohnte Karl Herzog Jg. 1879 Deportiert 1943 Auschwitz Ermordet 2.2.1943 |                                                                                   |                                                                                 | Karl Jakob Friedrich Herzog war Buchhalter und arbeitete seit 1928 als Steuerberater. Er heiratete die evangelische Maria Augusta geb. Brand und trat selbst zum evangelischen Glauben über. Im Jahr 1936 hätte Karl Herzog das Steuerberatungsbüro seines Chefs übernehmen können. Knapp vier Monate konnte Karl Herzog die Firma führen, dann hieß es, die Unterschriften auf dem Vertrag seien nie beglaubigt worden und der Vertrag wurde als nichtig erklärt. |
| Adelheidstraße 103 ·                            | Rosa Hobbach geb. Cahn                                                                              | Hier wohnte Rosa Hobbach geb. Cahn Jg. 1895 Deportiert 1943 Auschwitz Ermordet 8.12.1943                                                                                         | 30. Juni 2009                                                                     |                                                                                 | Zur Erinnerung an Rosa Hobbach, geb. Cahn |
| Herderstraße 10 ·                               | André Hoevel                                                                                        | Hier wohnte André Hoevel Jg. 1900 Mehrmals verhaftet Sachsenhausen Buchenwald Zuletzt verhaftet 1941 Hochverrat Hingerichtet 28.8.1942 Zuchthaus Preungesheim                    | 27. Jan. 2009                                                                     |                                                                                 | |
| Herderstraße 10 ·                               | Anneliese Hoevel geb. Fiedler                                                                       | Hier wohnte Anneliese Hoevel geb. Fiedler Jg. 1898 Mehrmals verhaftet KZ Moringen KZ Lichtenberg Zuletzt verhaftet 1941 Hochverrat Hingerichtet 28.8.1942 Zuchthaus Preungesheim | 27. Jan. 2009                                                                     |                                                                                 | |
| Herrngartenstraße 10 ·                          | Gizela Hofstädter geb. Schur                                                                        | Hier wohnte Gizela Hofstädter geb. Schnur Jg. 1910 Ausgewiesen 1938 Polen Flucht 1939 Holland Interniert Westerbork Deportiert 1944 Ermordet in Auschwitz                        | 13. Okt. 2009                                                                     |                                                                                 | |
| Herrngartenstraße 10 ·                          | Osias Bernhard Hofstädter                                                                           | Hier wohnte Osias Bernhard Hofstädter Jg. 1909 Ausgewiesen 1938 Polen Flucht 1939 Holland Interniert Westerbork Deportiert 1944 Ermordet in Auschwitz                            | 13. Okt. 2009                                                                     |                                                                                 | |
| Friedrichstraße 7 ·                             | Irma Hochhuth geb. Lieber                                                                           | Hier wohnte Irma Hochhuth geb. Lieber Jg. 1887 gedemütigt/entrechtet Flucht in den Tod 21.3.1943                                                                                 |                                                                                   |                                                                                 | zur Erinnerung an Irma Hochhuth |
| Moritzstraße 15 ·                               | Adolf Itzinger                                                                                      | Hier wohnte Moritzstraße 15 Adolf Itzinger Jg. 1925 Ausgewandert Juli 1939 nach Polen Ghetto Biecz Ermordet                                                                      | 30. Juni 2009                                                                     |                                                                                 | Israel Itzinger betrieb Handel mit Textilwaren, die er von Großhandelsfirmen bezog und weiterverkaufte. Er reiste im Inland und auch bis ins damals ausländische Saargebiet mit dem Zug. Zur Erinnerung an Familie Itzinger, Moritzstraße 15 |
| Moritzstraße 15 ·                               | Henny Itzinger geb. Berger                                                                          | Hier wohnte Henny Itzinger geb. Berger Jg. 1902 Ausgewandert Juli 1939 nach Polen Ghetto Biecz Ermordet                                                                          | 30. Juni 2009                                                                     |                                                                                 | Israel Itzinger betrieb Handel mit Textilwaren, die er von Großhandelsfirmen bezog und weiterverkaufte. Er reiste im Inland und auch bis ins damals ausländische Saargebiet mit dem Zug. Zur Erinnerung an Familie Itzinger, Moritzstraße 15 |
| Moritzstraße 15 ·                               | Israel Itzinger                                                                                     | Hier wohnte Israel Itzinger Jg. 1897 Ausgewiesen 28.10.1938 Ghetto Biecz Ermordet                                                                                                | 30. Juni 2009                                                                     |                                                                                 | Israel Itzinger betrieb Handel mit Textilwaren, die er von Großhandelsfirmen bezog und weiterverkaufte. Er reiste im Inland und auch bis ins damals ausländische Saargebiet mit dem Zug. Zur Erinnerung an Familie Itzinger, Moritzstraße 15 |
| Moritzstraße 15 ·                               | Emanuel Itzinger                                                                                    | Hier wohnte Emanuel Itzinger Jg. 1927 Ausgewandert Juli 1939 nach Polen Ghetto Biecz Ermordet                                                                                    | 30. Juni 2009                                                                     |                                                                                 | Israel Itzinger betrieb Handel mit Textilwaren, die er von Großhandelsfirmen bezog und weiterverkaufte. Er reiste im Inland und auch bis ins damals ausländische Saargebiet mit dem Zug. Zur Erinnerung an Familie Itzinger, Moritzstraße 15 |
| Moritzstraße 15 ·                               | Isaac Schaja Itzinger                                                                               | Hier wohnte Isaac Schaja Itzinger Jg. 1928 Ausgewandert Juli 1939 nach Polen Ghetto Biecz Ermordet                                                                               | 30. Juni 2009                                                                     |                                                                                 | Israel Itzinger betrieb Handel mit Textilwaren, die er von Großhandelsfirmen bezog und weiterverkaufte. Er reiste im Inland und auch bis ins damals ausländische Saargebiet mit dem Zug. Zur Erinnerung an Familie Itzinger, Moritzstraße 15 |
| Moritzstraße 15 ·                               | Manfred Itzinger                                                                                    | Hier wohnte Manfred Itzinger Jg. 1927 Ausgewandert Juli 1938 nach Polen Ghetto Biecz Ermordet                                                                                    | 30. Juni 2009                                                                     |                                                                                 | Israel Itzinger betrieb Handel mit Textilwaren, die er von Großhandelsfirmen bezog und weiterverkaufte. Er reiste im Inland und auch bis ins damals ausländische Saargebiet mit dem Zug. Zur Erinnerung an Familie Itzinger, Moritzstraße 15 |
| Moritzstraße 15 ·                               | Milka Itzinger                                                                                      | Hier wohnte Milka Itzinger Jg. 1925 Ausgewandert Juli 1938 nach Polen Ghetto Biecz Ermordet                                                                                      | 30. Juni 2009                                                                     |                                                                                 | Israel Itzinger betrieb Handel mit Textilwaren, die er von Großhandelsfirmen bezog und weiterverkaufte. Er reiste im Inland und auch bis ins damals ausländische Saargebiet mit dem Zug. Zur Erinnerung an Familie Itzinger, Moritzstraße 15 |
| Moritzstraße 15 ·                               | Paul Moses Itzinger                                                                                 | Hier wohnte Paul Moses Itzinger Jg. 1937 Ausgewandert Juli 1938 nach Polen Ghetto Biecz Ermordet                                                                                 | 30. Juni 2009                                                                     |                                                                                 | Israel Itzinger betrieb Handel mit Textilwaren, die er von Großhandelsfirmen bezog und weiterverkaufte. Er reiste im Inland und auch bis ins damals ausländische Saargebiet mit dem Zug. Zur Erinnerung an Familie Itzinger, Moritzstraße 15 |
|                                                 | Moritz Heymann                                                                                      | Hier wohnte Moritz Heymann Jg. 1862 Deportiert 1942 Theresienstadt 1942 Treblinka Ermordet                                                                                       | 6. Okt. 2022                                                                      |                                                                                 | zur Erinnerung an Familie Heymann |
| Elise Heymann geb. Kahn                         | Hier wohnte Elise Heymann geb. Kahn Jg. 1862 Deportiert 1942 Theresienstadt 1942 Treblinka Ermordet | | 6. Okt. 2022                                                                      |                                                                                 | zur Erinnerung an Familie Heymann |
| Betty Frank geb. Heymann                        | Hier wohnte Betty Frank geb. Heymann Jg. 1895 Flucht 1933 Palästina                                 | | 6. Okt. 2022                                                                      |                                                                                 | zur Erinnerung an Familie Heymann |
| Margarethe David geb. Heymann                   | Hier wohnte Margarethe David geb. Heymann Jg. 1902 Deportiert 1942 Ermordet in Sobibor              | | 6. Okt. 2022                                                                      |                                                                                 | zur Erinnerung an Familie Heymann |
| Rosi Ruth Heymann                               | Hier wohnte Rosi Ruth Heymann Jg. 1902 Flucht 1933 Palästina                                        | | 6. Okt. 2022                                                                      |                                                                                 | zur Erinnerung an Familie Heymann |
| Kaiser-Friedrich-Ring 80 ·                      | Erna Kahn geb. Kahn                                                                                 | Hier wohnte Erna Kahn geb. Kahn Jg. 1908 Deportiert 1942 Lublin Ermordet 1942 in Sobibor                                                                                         | 8. Juni 2007                                                                      |                                                                                 | Zur Erinnerung an Julius und Erna Kahn, geb. Kahn, und ihre Tochter Lore-Bertel |
| Kaiser-Friedrich-Ring 80 ·                      | Julius Kahn                                                                                         | Hier wohnte Julius Kahn Jg.1892 Deportiert 1942 Theresienstadt Ermordet 23.12.1944 Dachau                                                                                        | 8. Juni 2007                                                                      |                                                                                 | Zur Erinnerung an Julius und Erna Kahn, geb. Kahn, und ihre Tochter Lore-Bertel |
| Kaiser-Friedrich-Ring 80 ·                      | Lore Kahn                                                                                           | Hier wohnte Lore Kahn Jg. 1933 Deportiert 1942 Lublin Ermordet 1942 in Sobibor                                                                                                   | 8. Juni 2007                                                                      |                                                                                 | Zur Erinnerung an Julius und Erna Kahn, geb. Kahn, und ihre Tochter Lore-Bertel |
| Schwalbacher Straße 61 ·                        | Adolf Kaplan                                                                                        | Hier wohnte Adolf Kaplan Jg. 1886 Deportiert 10.8.1942 Ermordet in Majdanek | 13. Okt. 2009                                                                     |                                                                                 | Zur Erinnerung an Adolf Kaplan |
| Webergasse 46 ·                                 | Max Kassel                                                                                          | Hier wohnte Max Kassel Jg. 1874 Erschossen von SA 22.4.1933 | 13. Apr. 2005                                                                     |                                                                                 | Zur Erinnerung an Max Kassel |
| Wilhelmstraße 42 ·                              | Dorothea Katzenstein geb. Pfeiffer                                                                  | Hier wohnte Dorothea Katzenstein geb. Pfeiffer Jg. 1883 Deportiert 1942 Theresienstadt Ermordet 23.1.1943 Auschwitz                                                              | 13. Okt. 2009                                                                     |                                                                                 | Leo und Dora Katzenstein trugen eine Kunstsammlung zusammen, die Gemälde, antike Möbel und Meißner Porzellan umfasste. Von 1914 bis 1918 diente Dr. Leopold Katzenstein als Arzt im Ersten Weltkrieg. 1926 gründete er die "Pharmazeutische Fabrik Dr. Katzenstein KG" in Erbenheim, in der auch die bekannten "Risinetten" hergestellt wurden, ein Mittel gegen Husten und Halsschmerzen. In den Jahren 1906 und 1908 verfasste Dr. Katzenstein zwei Bücher über Wiesbaden und den Nutzen seiner Heilquellen. |
| Wilhelmstraße 42 ·                              | Dr. Leopold Katzenstein                                                                             | Hier wohnte Leopold Katzenstein Jg. 1877 Deportiert 1942 Sachsenhausen Ermordet 17.8.1942                                                                                        | 13. Okt. 2009                                                                     |                                                                                 | Leo und Dora Katzenstein trugen eine Kunstsammlung zusammen, die Gemälde, antike Möbel und Meißner Porzellan umfasste. Von 1914 bis 1918 diente Dr. Leopold Katzenstein als Arzt im Ersten Weltkrieg. 1926 gründete er die "Pharmazeutische Fabrik Dr. Katzenstein KG" in Erbenheim, in der auch die bekannten "Risinetten" hergestellt wurden, ein Mittel gegen Husten und Halsschmerzen. In den Jahren 1906 und 1908 verfasste Dr. Katzenstein zwei Bücher über Wiesbaden und den Nutzen seiner Heilquellen. |
| Schwalbacher Straße 3 ·                         | Klara Kaufmann                                                                                      | Hier wohnte Klara Kaufmann geb. Richard Jg. 1860 deportiert 1942 Theresienstadt ermordet 13.9.1942                                                                               |                                                                                   | Stolperstein Klara Kaufmann geb. Richard, Schwalbacher Str. 3 (Wiesbaden-Mitte) | |
| Schwalbacher Straße 3 ·                         | Berta Kaufmann                                                                                      | Hier wohnte Berta Kaufmann geb. Klestadt Jg. 1878 deportiert 1942 Sobibor ermordet                                                                                               | Stolperstein Berta Kaufmann geb. Klestadt, Schwalbacher Str. 3 (Wiesbaden-Mitte)  |                                                                                 | |
| Schwalbacher Straße 3 ·                         | Siegmund Kaufmann                                                                                   | Hier wohnte Jg. 1887 deportiert 1942 ermordet im besetzten Polen | Stolperstein Siegmund Kaufmann, Schwalbacher Str. 3 (Wiesbaden-Mitte)             |                                                                                 | |
| Schwalbacher Straße 3 ·                         | Hanna Kaufmann                                                                                      | Hier wohnte Hanna Kaufmann Jg. 1924 deportiert 1942 Sobibor ermordet | Stolperstein Hanna Kaufmann, Schwalbacher Str. 3 (Wiesbaden-Mitte)                |                                                                                 | |
| Adolfsallee 30 ·                                | Felix Kaufmann                                                                                      | Hier wohnte Felix Kaufmann Jg. 1867 Deportiert 1942 Theresienstadt Tot 18.2.1943                                                                                                 | 4. Okt. 2011                                                                      |                                                                                 | Zur Erinnerung an Felix Kaufmann, Johanna Kaufmann, geb. Frank, und Thekla Hess, geb. Kaufmann Hier lebten mindestens dreizehn Juden, die während der nationalsozialistischen Herrschaft in diesem zum Judenhaus erklärten Gebäude lebten, zum Teil auch zwangsweise dort einquartiert worden waren. Sieben von ihnen traten von hier aus den Weg in die Vernichtung an. |
| Adolfsallee 30 ·                                | Johanna Jenny Kaufmann geb. Frank                                                                   | Hier wohnte Johanna Jenny Kaufmann geb. Frank Jg. 1873 Deportiert 1942 Theresienstadt Tot 25.1.1943                                                                              | 4. Okt. 2011                                                                      |                                                                                 | Zur Erinnerung an Felix Kaufmann, Johanna Kaufmann, geb. Frank, und Thekla Hess, geb. Kaufmann Hier lebten mindestens dreizehn Juden, die während der nationalsozialistischen Herrschaft in diesem zum Judenhaus erklärten Gebäude lebten, zum Teil auch zwangsweise dort einquartiert worden waren. Sieben von ihnen traten von hier aus den Weg in die Vernichtung an. |
| Adolfsallee 30 ·                                | Thekla Hess geb. Kaufmann                                                                           | Hier wohnte Thekla Hess geb. Kaufmann Jg. 1873 Deportiert 1942 Theresienstadt Tot 6.11.1943                                                                                      | 4. Okt. 2011                                                                      |                                                                                 | Zur Erinnerung an Felix Kaufmann, Johanna Kaufmann, geb. Frank, und Thekla Hess, geb. Kaufmann Hier lebten mindestens dreizehn Juden, die während der nationalsozialistischen Herrschaft in diesem zum Judenhaus erklärten Gebäude lebten, zum Teil auch zwangsweise dort einquartiert worden waren. Sieben von ihnen traten von hier aus den Weg in die Vernichtung an. |
| Schiersteiner Straße 3 ·                        | Irma Kaufmann geb. Kern                                                                             | Hier wohnte Irma Kaufmann geb. Kern Jg. 1901 Deportiert 1942 Lublin Ermordet in Sobibor                                                                                          | 5. Mai 2010                                                                       |                                                                                 | |
| Schiersteiner Straße 3 ·                        | Otto Klaus                                                                                          | Hier wohnte Otto Klaus Jg. 1892 Verhaftet 1934 Gefängnis Trier Eingewiesen 1938 Heilanstalt Bendorf/Sayn Tot 9.2.1939                                                            | 5. Mai 2010                                                                       |                                                                                 | |
| Rheinstraße 88 ·                                | Boriska Klein                                                                                       | Hier wohnte Boriska Klein geb. Weiss Jg. 1866 deportiert 1942 Theresienstadt ermordet 14.9.1942                                                                                  |                                                                                   | Stolperstein Boriska Klein geb. Weiss, Rheinstr. 88 (Wiesbaden-Mitte)           | |
| Adelheidstraße 90 ·                             | Anna Strauß geb. Weis                                                                               | Hier wohnte Anna Strauß geb. Weis Jg. 1869 Gedemütigt/Entrechtet Flucht in den Tod 24.8.1942                                                                                     | 30. Juni 2009                                                                     |                                                                                 | Zur Erinnerung an Siegfried und Anna Weis, gesch. Strauß |
| Adelheidstraße 90 ·                             | Siegfried Weis                                                                                      | Hier wohnte Siegfried Weis Jg. 1865 Gedemütigt/Entrechtet Flucht in den Tod 28.8.1942                                                                                            | 30. Juni 2009                                                                     |                                                                                 | Zur Erinnerung an Siegfried und Anna Weis, gesch. Strauß |
| Langgasse 21 ·                                  | Lili Laser geb. Herz                                                                                | Hier wohnte Lilli Laser geb. Herz Jg. 1883 Deportiert 1942 Theresienstadt Tot 18.9.1943                                                                                          | 15. September 2005                                                                |                                                                                 | Zur Erinnerung an Dr. Eduard und Lili Laser |
| Langgasse 21 ·                                  | Eduard Laser                                                                                        | Hier wohnte Eduard Laser Jg. 1875 Deportiert 1942 Theresienstadt Tot 17.9.1943                                                                                                   | 15. September 2005                                                                |                                                                                 | Zur Erinnerung an Dr. Eduard und Lili Laser |
| Adolfsallee 14 ·                                | Ludwig Leffmann                                                                                     | Hier wohnte Ludwig Leffmann Jg. 1884 Medikamente verweigert Tot 6.10.1944 | 30. Juni 2009                                                                     |                                                                                 | Zur Erinnerung an Ludwig und Auguste Leffmann |
| Stiftstraße 8 ·                                 | Hermine Bertha Levi                                                                                 | Hier wohnte Hermine Bertha Levi Jg. 1865 Gedemütigt/Entrechtet Flucht in den Tod 28.8.1942                                                                                       | 15. Mai 2015                                                                      |                                                                                 | Hermine Bertha Levi war Buchhändlerin und seit 1885 Inhaberin einer Buchhandlung mit Antiquariat in der Taunusstraße als Nachfolgerin ihres Vaters Jacob Levi und ihres Onkels Carl Levi. 1933 musste die Firma aufgegeben werden. |
| Adolfsallee 26 ·                                | Herbert Leo Levitta                                                                                 | Hier wohnte Herbert Leo Levitta Jg. 1927 Deportiert 1942 Theresienstadt Ermordet 1943 in Auschwitz                                                                               | 8. Aug. 2006                                                                      |                                                                                 | Leo Levitta war Teilhaber des Kommissionsgeschäfts „Leo Levitta und Söhne“. Es handelte sich um ein sehr gut eingeführtes Unternehmen, das speziell mit Rheingauer Weinen handelte. Der Kundenstamm war über ganz Deutschland verteilt. Zur Erinnerung an Ludwig und Hertha Levitta sowie ihren Sohn Herbert Levitta |
| Adolfsallee 26 ·                                | Hertha Levitta geb. Rosenstrauss                                                                    | Hier wohnte Hertha Levitta geb. Rosenstrauss Jg. 1894 Deportiert 1942 Theresienstadt Ermordet 1943 in Auschwitz                                                                  | 8. Aug. 2006                                                                      |                                                                                 | Leo Levitta war Teilhaber des Kommissionsgeschäfts „Leo Levitta und Söhne“. Es handelte sich um ein sehr gut eingeführtes Unternehmen, das speziell mit Rheingauer Weinen handelte. Der Kundenstamm war über ganz Deutschland verteilt. Zur Erinnerung an Ludwig und Hertha Levitta sowie ihren Sohn Herbert Levitta |
| Adolfsallee 26 ·                                | Ludwig Levitta                                                                                      | Hier wohnte Ludwig Levitta Jg. 1885 Deportiert 1942 Theresienstadt Ermordet 1943 in Auschwitz                                                                                    | 8. Aug. 2006                                                                      |                                                                                 | Leo Levitta war Teilhaber des Kommissionsgeschäfts „Leo Levitta und Söhne“. Es handelte sich um ein sehr gut eingeführtes Unternehmen, das speziell mit Rheingauer Weinen handelte. Der Kundenstamm war über ganz Deutschland verteilt. Zur Erinnerung an Ludwig und Hertha Levitta sowie ihren Sohn Herbert Levitta |
| Luisenplatz 2 ·                                 | Heinz Lewin                                                                                         | Hier wohnte Heinz Lewin Jg. 1888 Flucht 1936 Frankreich Interniert Drancy Deportiert 1942 Ermordet in Auschwitz                                                                  | 28. Juni 2019                                                                     |                                                                                 | Heinz Lewin komponierte Operetten- und Ballettmusik, Chansons, Schlager und Filmmusiken (u. a. 1932: Kriminalreporter Holm), zumeist unter dem Pseudonym Heinz Letton. Seine Kompositionen waren populär und wurden in Wiesbaden und auf vielen Bühnen aufgeführt. In den 1930er Jahren lag Lewins Schwerpunkt in der Komposition von Filmmusiken. |
| Herderstraße 28 ·                               | Kurt Lewinsohn                                                                                      | Hier wohnte Kurt Lewinsohn Jg. 1891 Deportiert 1942 Lublin Ermordet in Majdanek                                                                                                  | 8. Apr. 2014                                                                      |                                                                                 | Kurt Lewinsohn war Kaufmann und Teilhaber der 1922 in das Handelsregister eingetragenen Firma „Lewinsohn und Stein, GmbH“. Die Firma vertrieb Metall und Musikwaren aller Art. |
| Untere Albrechtstraße 13 ·                      | Albert Liebmann                                                                                     | Hier wohnte Albert Liebmann Jg. 1876 Vor Deportation Flucht in den Tod 28.8.1942                                                                                                 | 5. Mai 2010                                                                       |                                                                                 | Zur Erinnerung an Albert Liebmann und Margarethe Dorothea geb. Bragenheim |
| Untere Albrechtstraße 13 ·                      | Margarethe Dorothea Liebmann geb. Bragenheim                                                        | Hier wohnte Margarethe D. Liebmann geb. Bragenheim Jg. 1883 Vor Deportation Flucht in den Tod 26.8.1942                                                                          | 5. Mai 2010                                                                       |                                                                                 | Zur Erinnerung an Albert Liebmann und Margarethe Dorothea geb. Bragenheim |
| Untere Albrechtstraße 13 ·                      | Josef Steinberg                                                                                     | Hier wohnte Josef Steinberg Jg. 1893 Deportiert 1942 Lublin Ermordet 1.7.1942 Majdanek                                                                                           | 5. Mai 2010                                                                       |                                                                                 | Zur Erinnerung an Albert Liebmann und Margarethe Dorothea geb. Bragenheim |
| Kirchgasse 43 ·                                 | Dr. Alfred Loeb                                                                                     | Hier wohnte Dr. Alfred Loeb Jg. 1869 Deportiert 1942 Lublin Ermordet 30.6.1942                                                                                                   | 4. Okt. 2011                                                                      |                                                                                 | Zur Erinnerung an Dr. Alfred Loeb und Charlotte Loeb |
| Kirchgasse 43 ·                                 | Charlotte Loeb                                                                                      | Hier wohnte Charlotte Loeb Jg. 1856 Deportiert 1942 Theresienstadt Tot 8.10.1942                                                                                                 | 4. Okt. 2011                                                                      |                                                                                 | Zur Erinnerung an Dr. Alfred Loeb und Charlotte Loeb |
| Kirchgasse 43 ·                                 | Frieda Simon geb. Bensinger                                                                         | Hier wohnte Frieda Simon geb. Bensinger Jg. 1875 Deportiert 1942 Theresienstadt Ermordet in Treblinka                                                                            | 2. Mai 2013                                                                       |                                                                                 | |
| Kirchgasse 43 ·                                 | Siegfried Simon                                                                                     | Hier wohnte Siegfried Simon Jg. 1864 Deportiert 1942 Theresienstadt Ermordet in Treblinka                                                                                        | 2. Mai 2013                                                                       |                                                                                 | |
| Kirchgasse 43 ·                                 | Albert Löb                                                                                          | Hier wohnte Albert Löb Jg. 1874 Deportiert 1942 Theresienstadt Ermordet 29.9.1942 Treblinka                                                                                      | 1. Okt. 2013                                                                      |                                                                                 | |
| Kirchgasse 43 ·                                 | Käthe Löb                                                                                           | Hier wohnte Käthe Löb Jg. 1877 Deportiert 1942 Theresienstadt Ermordet 29.9.1942 Treblinka                                                                                       | 1. Okt. 2013                                                                      |                                                                                 | |
| Kirchgasse 43 ·                                 | Ernst Löb                                                                                           | Hier wohnte Ernst Löb Jg. 1918 'Schutzhaft’ 1938 Buchenwald Misshandelt Flucht 1939 Frankreich Tot an den Folgen 1939 Nantes                                                     | 1. Okt. 2013                                                                      |                                                                                 | |
| Kirchgasse 43 ·                                 | Erna Löb                                                                                            | Hier wohnte Erna Löb Jg. 1919 Deportiert 1942 Lublin Ermordet in Sobibor | 1. Okt. 2013                                                                      |                                                                                 | |
| Adolfsallee 33 ·                                | Helmut Lindt                                                                                        | Hier wohnte Helmut Lindt Jg. 1901 Flucht Belgien Frankreich Interniert Drancy 1942 Auschwitz Ermordet                                                                            |                                                                                   |                                                                                 | auch: Häftling im Camp de Gurs, auch: gestorben 1945 |
| Adolfsallee 33 ·                                | Dr. Ludwig Lindt                                                                                    | Hier wohnte Dr. Ludwig Lindt Jg. 1870 Deportiert 1942 Theresienstadt Ermordet 7.2.1943                                                                                           |                                                                                   |                                                                                 | |
| Adolfsallee 33 ·                                | Jette Mayer                                                                                         | Hier wohnte Jette Mayer Jg. 1870 Deportiert 1942 Theresienstadt Ermordet 4.10.1942                                                                                               |                                                                                   |                                                                                 | |
| Karlstraße 39 ·                                 | Adolf Lubasch                                                                                       | Hier wohnte Adolf Lubasch Jg. 1928 Flucht 1939 Belgien Deportiert 1942 aus Mechelen Ermordet in Auschwitz                                                                        | 8. Juni 2007                                                                      |                                                                                 | Zur Erinnerung an Max und Frieda Lubasch sowie ihre Kinder Paula, Adolf und Markus Max und Frieda Lubasch betrieben eine Textil- und Wäschegroßhandlung |
| Karlstraße 39 ·                                 | Frieda Lubasch geb. Gutfreund                                                                       | Hier wohnte Frieda Lubasch geb. Gutfreund Jg. 1899 Flucht 1939 Belgien Deportiert 1942 aus Mechelen Ermordet in Auschwitz                                                        | 8. Juni 2007                                                                      |                                                                                 | Zur Erinnerung an Max und Frieda Lubasch sowie ihre Kinder Paula, Adolf und Markus Max und Frieda Lubasch betrieben eine Textil- und Wäschegroßhandlung |
| Karlstraße 39 ·                                 | Markus Lubasch                                                                                      | Hier wohnte Markus Lubasch Jg. 1928 Flucht 1939 Belgien Deportiert 1942 aus Mechelen Ermordet in Cosel                                                                           | 8. Juni 2007                                                                      |                                                                                 | Zur Erinnerung an Max und Frieda Lubasch sowie ihre Kinder Paula, Adolf und Markus Max und Frieda Lubasch betrieben eine Textil- und Wäschegroßhandlung |
| Karlstraße 39 ·                                 | Max Lubasch                                                                                         | Hier wohnte Max Lubasch Jg. 1897 Flucht 1939 Belgien Interniert 1940 Tot in Belgien                                                                                              | 8. Juni 2007                                                                      |                                                                                 | Zur Erinnerung an Max und Frieda Lubasch sowie ihre Kinder Paula, Adolf und Markus Max und Frieda Lubasch betrieben eine Textil- und Wäschegroßhandlung |
| Karlstraße 39 ·                                 | Paula Lubasch                                                                                       | Hier wohnte Paula Lubasch Jg. 1925 Flucht 1939 Belgien Deportiert 1942 aus Mechelen Ermordet in Auschwitz                                                                        | 8. Juni 2007                                                                      |                                                                                 | Zur Erinnerung an Max und Frieda Lubasch sowie ihre Kinder Paula, Adolf und Markus Max und Frieda Lubasch betrieben eine Textil- und Wäschegroßhandlung |
| Adlerstraße 42 ·                                | Helene Ludwig geb. Dewald                                                                           | Hier wohnte Helene Ludwig geb. Dewald Jg. 1869 Gedemütigt/Entrechtet Flucht in den Tod 28.8.1942                                                                                 | 2. Juli 2009                                                                      |                                                                                 | Zur Erinnerung an Helene Ludwig geb. Dewald |
| Oranienstraße 27 ·                              | Mina Mannheimer                                                                                     | Hier wohnte Mina Mannheimer Jg. 1870 Deportiert 1942 Theresienstadt Ermordet 16.11.1942                                                                                          |                                                                                   |                                                                                 | In einem Formular mit dem die Nazibehörden die Vermögensverhältnisse der jüdischen Bürger überprüften, um Vermögen gegebenenfalls zu konfiszieren, gab Mannheimer, die als Schneiderin arbeitete an, mittellos zu sein und von der Jüdischen Wohlfahrt unterstützt zu werden. Mina Mannheimer wurde am 1. September 1942 in das sog. Altersghetto Theresienstadt deportiert. Die unwürdigen und unmenschlichen Zustände überlebte sie nur kurze Zeit. |
| Wagemannstraße 27 ·                             | Hedwig Großhut-Mantel                                                                               | Hier wohnte Hedwig Großhut-Mantel Jg. 1907 Deportiert 1942 Ermordet in Sobibor                                                                                                   | 21. Feb. 2006                                                                     |                                                                                 | Irma, Gisela, Sally, Hedwig und Franziska, die Kinder von Ludwig Mantel und seiner Frau Rosa Rude, geb. Stern, wurden in Wiesbaden geboren. Die Familie wohnte von Anfang an in der Wagemannstraße 27. Im Oktober 1938 wurden Rosa Großhut, ihre Töchter Irma und Hedwig sowie deren fünfjähriger Sohn Heinz als staatenlose Ostjuden an die polnische Grenze abgeschoben. Anfangs lebten sie in Bychawa bei Lublin. Nach der Besetzung Polens kamen sie zunächst in das Ghetto Izbica, wurden dann sehr wahrscheinlich nach Majdanek oder Sobibor deportiert und dort ermordet. Anfang 1933 wurde Ludwig Mantel von der SA misshandelt und gezwungen, einen langjährigen Freund, einen Christen, der mit einer Jüdin verheiratet war, zum Gespött der Passanten in einem Kohlenkarren durch die Straßen der Innenstadt zu fahren. Um den Hals musste dieser ein Schild mit der Aufschrift tragen: „Ich bin ein Schwein, ich habe die Rasse geschändet.“ Im Dezember 1934 starb Ludwig Großhut an den Folgen der Misshandlungen. |
| Wagemannstraße 27 ·                             | Heinz Großhut-Mantel                                                                                | Hier wohnte Heinz Großhut-Mantel Jg. 1933 Deportiert 1942 Ermordet in Sobibor | 21. Feb. 2006                                                                     |                                                                                 | Irma, Gisela, Sally, Hedwig und Franziska, die Kinder von Ludwig Mantel und seiner Frau Rosa Rude, geb. Stern, wurden in Wiesbaden geboren. Die Familie wohnte von Anfang an in der Wagemannstraße 27. Im Oktober 1938 wurden Rosa Großhut, ihre Töchter Irma und Hedwig sowie deren fünfjähriger Sohn Heinz als staatenlose Ostjuden an die polnische Grenze abgeschoben. Anfangs lebten sie in Bychawa bei Lublin. Nach der Besetzung Polens kamen sie zunächst in das Ghetto Izbica, wurden dann sehr wahrscheinlich nach Majdanek oder Sobibor deportiert und dort ermordet. Anfang 1933 wurde Ludwig Mantel von der SA misshandelt und gezwungen, einen langjährigen Freund, einen Christen, der mit einer Jüdin verheiratet war, zum Gespött der Passanten in einem Kohlenkarren durch die Straßen der Innenstadt zu fahren. Um den Hals musste dieser ein Schild mit der Aufschrift tragen: „Ich bin ein Schwein, ich habe die Rasse geschändet.“ Im Dezember 1934 starb Ludwig Großhut an den Folgen der Misshandlungen. |
| Wagemannstraße 27 ·                             | Ludwig Mantel                                                                                       | Hier wohnte Ludwig Mantel Jg. 1878 Misshandelt von SA Tot 22.12.1934 | 21. Feb. 2006                                                                     |                                                                                 | Irma, Gisela, Sally, Hedwig und Franziska, die Kinder von Ludwig Mantel und seiner Frau Rosa Rude, geb. Stern, wurden in Wiesbaden geboren. Die Familie wohnte von Anfang an in der Wagemannstraße 27. Im Oktober 1938 wurden Rosa Großhut, ihre Töchter Irma und Hedwig sowie deren fünfjähriger Sohn Heinz als staatenlose Ostjuden an die polnische Grenze abgeschoben. Anfangs lebten sie in Bychawa bei Lublin. Nach der Besetzung Polens kamen sie zunächst in das Ghetto Izbica, wurden dann sehr wahrscheinlich nach Majdanek oder Sobibor deportiert und dort ermordet. Anfang 1933 wurde Ludwig Mantel von der SA misshandelt und gezwungen, einen langjährigen Freund, einen Christen, der mit einer Jüdin verheiratet war, zum Gespött der Passanten in einem Kohlenkarren durch die Straßen der Innenstadt zu fahren. Um den Hals musste dieser ein Schild mit der Aufschrift tragen: „Ich bin ein Schwein, ich habe die Rasse geschändet.“ Im Dezember 1934 starb Ludwig Großhut an den Folgen der Misshandlungen. |
| Wagemannstraße 27 ·                             | Rosa Großhut-Mantel                                                                                 | Hier wohnte Rosa Großhut-Mantel Geb. Stern Jg. 1871 Ausgewiesen 1938 Polen Ermordet in Majdanek                                                                                  | 21. Feb. 2006                                                                     |                                                                                 | Irma, Gisela, Sally, Hedwig und Franziska, die Kinder von Ludwig Mantel und seiner Frau Rosa Rude, geb. Stern, wurden in Wiesbaden geboren. Die Familie wohnte von Anfang an in der Wagemannstraße 27. Im Oktober 1938 wurden Rosa Großhut, ihre Töchter Irma und Hedwig sowie deren fünfjähriger Sohn Heinz als staatenlose Ostjuden an die polnische Grenze abgeschoben. Anfangs lebten sie in Bychawa bei Lublin. Nach der Besetzung Polens kamen sie zunächst in das Ghetto Izbica, wurden dann sehr wahrscheinlich nach Majdanek oder Sobibor deportiert und dort ermordet. Anfang 1933 wurde Ludwig Mantel von der SA misshandelt und gezwungen, einen langjährigen Freund, einen Christen, der mit einer Jüdin verheiratet war, zum Gespött der Passanten in einem Kohlenkarren durch die Straßen der Innenstadt zu fahren. Um den Hals musste dieser ein Schild mit der Aufschrift tragen: „Ich bin ein Schwein, ich habe die Rasse geschändet.“ Im Dezember 1934 starb Ludwig Großhut an den Folgen der Misshandlungen. |
| Wagemannstraße 27 ·                             | Irma Großhut-Mantel                                                                                 | Hier wohnte Irma Großhut-Mantel Jg. 1902 Ausgewiesen 1938 Polen Ermordet in Majdanek                                                                                             | 21. Feb. 2006                                                                     |                                                                                 | Irma, Gisela, Sally, Hedwig und Franziska, die Kinder von Ludwig Mantel und seiner Frau Rosa Rude, geb. Stern, wurden in Wiesbaden geboren. Die Familie wohnte von Anfang an in der Wagemannstraße 27. Im Oktober 1938 wurden Rosa Großhut, ihre Töchter Irma und Hedwig sowie deren fünfjähriger Sohn Heinz als staatenlose Ostjuden an die polnische Grenze abgeschoben. Anfangs lebten sie in Bychawa bei Lublin. Nach der Besetzung Polens kamen sie zunächst in das Ghetto Izbica, wurden dann sehr wahrscheinlich nach Majdanek oder Sobibor deportiert und dort ermordet. Anfang 1933 wurde Ludwig Mantel von der SA misshandelt und gezwungen, einen langjährigen Freund, einen Christen, der mit einer Jüdin verheiratet war, zum Gespött der Passanten in einem Kohlenkarren durch die Straßen der Innenstadt zu fahren. Um den Hals musste dieser ein Schild mit der Aufschrift tragen: „Ich bin ein Schwein, ich habe die Rasse geschändet.“ Im Dezember 1934 starb Ludwig Großhut an den Folgen der Misshandlungen. |
| Kaiser-Friedrich-Ring 54 ·                      | Georg Marx                                                                                          | Hier wohnte Georg Marx Jg. 1881 deportiert 1942 ermordet im besetzten Polen |                                                                                   |                                                                                 | |
| Kaiser-Friedrich-Ring 54 ·                      | Anna Marx                                                                                           | Hier wohnte Anna Marx geb. Gross Jg. 1888 deportiert 1942 ermordet im besetzten Polen                                                                                            |                                                                                   |                                                                                 | |
| Kirchgasse 5 ·                                  | Jenny Marx                                                                                          | Hier wohnte Jenny Marx Jg. 1874 Deportiert 1942 Theresienstadt Ermordet 29.9.1942 Treblinka                                                                                      | 8. Apr. 2014                                                                      |                                                                                 | Zur Erinnerung an die Geschwister Jenny und Paula Marx |
| Kirchgasse 5 ·                                  | Paula Marx                                                                                          | Hier wohnte Paula Marx Jg. 1876 Deportiert 1942 Theresienstadt Ermordet 29.9.1942 Treblinka                                                                                      | 8. Apr. 2014                                                                      |                                                                                 | Zur Erinnerung an die Geschwister Jenny und Paula Marx |
| Rheinstraße 97 ·                                | Heinrich Maschmeyer                                                                                 | Hier wohnte Heinrich Maschmeyer Jg. 1885 Im Widerstand Verhaftet 1933 Osthofen Schwer Misshandelt Arbeitsunfähig Tot 10.6.1945                                                   | 1. Okt. 2013                                                                      |                                                                                 | |
| Taunusstraße 20 ·                               | Dr. Josef Dawson Mayer                                                                              | Hier wohnte Joseph Mayer Jg. 1870 Flucht in den Tod 1940 | 21. Feb. 2006                                                                     |                                                                                 | Ende der 1890er Jahre erwirbt Josef Dawson Mayer die Taunusapotheke in Wiesbaden und unterhält hier zeitweilig auch eine kleine Fabrik für pharmazeutische Präparate. Seine pharmaziehistorische Sammlung, die er im zweiten Stock seines Hauses aufbewahrte, galt seinerzeit als die bedeutendste in Deutschland. Außerdem sammelte er Kunst und war mit dem Maler Alexej Jawlensky befreundet. |
| Herderstraße 8 ·                                | Emmy Meyer geb. Kahn                                                                                | Hier wohnte Emmy Meyer geb. Kahn Jg. 1894 Deportiert 1942 Lublin Ermordet in Sobibor                                                                                             | 8. Apr. 2014                                                                      |                                                                                 | Zur Erinnerung an Julius Meyer, Emmy Meyer, geb. Kahn, und Erich Hermann Meyer |
| Herderstraße 8 ·                                | Erich Hermann Meyer                                                                                 | Hier wohnte Erich Hermann Meyer Jg. 1930 Deportiert 1942 Lublin Ermordet in Majdanek                                                                                             | 8. Apr. 2014                                                                      |                                                                                 | Zur Erinnerung an Julius Meyer, Emmy Meyer, geb. Kahn, und Erich Hermann Meyer |
| Herderstraße 8 ·                                | Julius Meyer                                                                                        | Hier wohnte Julius Meyer Jg. 1930 Deportiert 1942 Lublin Ermordet in Majdanek | 8. Apr. 2014                                                                      |                                                                                 | Zur Erinnerung an Julius Meyer, Emmy Meyer, geb. Kahn, und Erich Hermann Meyer |
| Herderstraße 8 ·                                | Else Schott geb. Rothschild                                                                         | Hier wohnte Else Schott geb. Rothschild Jg. 1882 Deportiert 1942 Theresienstadt Ermordet 4.10.1944 Auschwitz                                                                     | 8. Apr. 2014                                                                      |                                                                                 | Nach dem Tod ihres Mannes 1933 widmete seine Witwe Else Schott sich der Wohlfahrtspflege in der Wiesbadener jüdischen Gemeinde, bei deren Mitarbeitern sie sehr beliebt war, wie Zeugen damals berichteten. Zur Erinnerung an Else Schott, geb. Rothschild, und Recha Schott |
| Herderstraße 8 ·                                | Recha Schott                                                                                        | Hier wohnte Recha Schott Jg. 1884 Deportiert 1942 Lublin Ermordet in Sobibor | 8. Apr. 2014                                                                      |                                                                                 | Nach dem Tod ihres Mannes 1933 widmete seine Witwe Else Schott sich der Wohlfahrtspflege in der Wiesbadener jüdischen Gemeinde, bei deren Mitarbeitern sie sehr beliebt war, wie Zeugen damals berichteten. Zur Erinnerung an Else Schott, geb. Rothschild, und Recha Schott |
| Adelheidstraße 94 ·                             | Simon Morgenthau                                                                                    | Hier wohnte Simon Morgenthau Jg. 1850 Deportiert 1942 Theresienstadt Tot 7.9.1942                                                                                                | 8. Juni 2007                                                                      |                                                                                 | Zur Erinnerung an Seligmann und Sofie Morgenthau, Arthur und Stefanie Morgenthau |
| Adelheidstraße 94 ·                             | Sophie Morgenthau geb. Bender                                                                       | Hier wohnte Sophie Morgenthau geb. Bender Jg. 1864 Deportiert 1942 Theresienstadt Tot 2.12.1942                                                                                  | 8. Juni 2007                                                                      |                                                                                 | Zur Erinnerung an Seligmann und Sofie Morgenthau, Arthur und Stefanie Morgenthau |
| Adelheidstraße 94 ·                             | Fritz Salomon                                                                                       | Hier wohnte Fritz Salomon Jg. 1885 Eingewiesen Landesklinik Eichberg Tot 9.1.1943                                                                                                | 8. Juni 2007                                                                      |                                                                                 | Zur Erinnerung an Fritz Salomon |
| Adelheidstraße 94 ·                             | Irma Stern geb. Ackermann                                                                           | Hier wohnte Irma Stern geb. Ackermann Jg. 1897 Deportiert 1942 Izbica Ermordet in Sobibor                                                                                        | 19. Apr. 2016                                                                     |                                                                                 | |
| Hirschgraben 28 ·                               | Julius Nathan                                                                                       | Hier wohnte Julius Nathan Jg. 1898 Verhaftet 1941 Sachsenhausen Tot 25.5.1943 | 2. Mai 2013                                                                       |                                                                                 | Julius Nathan ließ sich zum Kaufmann ausbilden und vertrieb Metzgereibedarfsartikel für die Koblenzer Firma seines Vaters Jakob Nathan. |
| Herderstraße 21 ·                               | Hedwig Neumann geb. Roos                                                                            | Hier wohnte Hedwig Neumann geb. Roos Jg. 1883 Deportiert 1942 Lublin Ermordet 1942                                                                                               | 9. Okt. 2014                                                                      |                                                                                 | Zur Erinnerung an Moritz Neumann und Hedwig Neumann, geb. Roos Moritz Neumann führte gemeinsam mit seinem Bruder Karl die Weinhandlung „Laufer & Co“ in Ingelheim in der Bahnhofstraße 43. Nachdem die Weinhandlung aufgrund von Repressalien 1938 aufgegeben worden war und sie ihr Haus verkaufen mussten, zogen die Neumanns im gleichen Jahr nach Wiesbaden in die Herderstraße 21. |
| Herderstraße 21 ·                               | Moritz Neumann                                                                                      | Hier wohnte Moritz Neumann Jg. 1878 Deportiert 1942 Lublin Ermordet 1942 | 9. Okt. 2014                                                                      |                                                                                 | Zur Erinnerung an Moritz Neumann und Hedwig Neumann, geb. Roos Moritz Neumann führte gemeinsam mit seinem Bruder Karl die Weinhandlung „Laufer & Co“ in Ingelheim in der Bahnhofstraße 43. Nachdem die Weinhandlung aufgrund von Repressalien 1938 aufgegeben worden war und sie ihr Haus verkaufen mussten, zogen die Neumanns im gleichen Jahr nach Wiesbaden in die Herderstraße 21. |
| Kaiser-Friedrich-Ring 42 ·                      | Irene Irma Rabinowicz geb. Elias                                                                    | Hier wohnte Irene Irma Rabinowicz geb. Elias Jg. 1890 Deportiert 1942 Theresienstadt Tot 29.1.1943                                                                               | 15. September 2005                                                                |                                                                                 | |
| Kaiser-Friedrich-Ring 42 ·                      | Heinrich Rabinowicz                                                                                 | Hier wohnte Heinrich Rabinowicz Jg. 1874 Deportiert 1942 Theresienstadt Tot 27.11.1942                                                                                           | 15. September 2005                                                                |                                                                                 | |
| Herderstraße 26 ·                               | Heinrich Reich                                                                                      | Hier wohnte Heinrich Reich Jg. 1874 Deportiert 1942 Ermordet 20.2.1943 Auschwitz                                                                                                 | 28. Aug. 2008                                                                     |                                                                                 | Als Berufsbezeichnung gab Heinrich Reich „Straßenfotograf“ an. Er fotografierte wohl vor allem vornehme Kurgäste, denn damit konnte er den Lebensunterhalt für sich und seine Partnerin verdienen. |
| Kirchgasse 47 ·                                 | Clara Reinstein geb. Lury                                                                           | Hier wohnte Clara Reinstein geb. Lury Jg. 1882 Deportiert 1942 Lublin Schicksal unbekannt                                                                                        | 1. Okt. 2005                                                                      |                                                                                 | Die Reinsteins eröffneten ein Herrenmodengeschäft und führten es mit Erfolg zunächst in der Kirchgasse 47, seit ca. 1915 in der Langgasse 7. Das im Handelsregister mit „Prince of Wales Herrenmodeartikel“ eingetragene Geschäft wurde gerne von Kurgästen besucht. Clara Reinstein, die perfekt englisch und französisch sprach, war für Einkauf und Verkauf zuständig. |
| Kirchgasse 47 ·                                 | Sally Salomon Reinstein                                                                             | Hier wohnte Sally Salomon Reinstein Jg. 1873 Gedemütigt/Entrechtet Tot 2.12.1938                                                                                                 | 1. Okt. 2005                                                                      |                                                                                 | Die Zerstörung seiner Existenz, die Verhaftung seines Sohnes Adolf, die demütigende Forderung, die durch Nazi-Vandalismus entstandenen Schäden aus eigener Tasche begleichen zu müssen, erregten und verwundeten Sally Reinstein sehr. Er starb am 2. Dezember 1938 vermutlich an den Folgen eines Herzinfarkts. |
| Kirchgasse 47 ·                                 | Dr. Albert Stahl                                                                                    | Hier arbeitete Dr. Albert Stahl Jg. 1875 Deportiert 1942 Theresienstadt Tot 9.12.1942                                                                                            | 1. Okt. 2005                                                                      |                                                                                 | Dr. Albert Stahl wurde 1903 als Rechtsanwalt in Wiesbaden zugelassen. Er nahm am Ersten Weltkrieg teil. Mit Datum vom 5. Mai 1920 wurde als Notar zugelassen. Im Rahmen des Gesetzes „zur Wiederherstellung des Berufsbeamtentums“ von 1933 wurde Dr. Stahl im Juni des gleichen Jahres das Notariat entzogen. |
| Herrngartenstraße 16 ·                          | Grete Rosenau geb. Wertheim                                                                         | Hier wohnte Grete Rosenau geb. Wertheim Jg. 1883 Deportiert 1942 Theresienstadt Ermordet 15.5.1944 Auschwitz                                                                     | 2. Mai 2013                                                                       |                                                                                 | Das Ehepaar Rosenau betrieb in Wiesbaden einen Fahrradgroßhandel unter dem Namen Moritz Rosenau & Co. mit einer Filiale in Mainz. Am 17. Oktober 1924 wurde die einzige Tochter Gerti geboren. Sie wurde am 5. Juni 1938 in der Synagoge am Michelsberg, die in der Reichspogromnacht zerstört wurde, eingesegnet. Am 6. Juli 1939 kam Gerti mit einem Kindertransport nach England und entkam somit den Schrecken der Naziherrschaft. |
| Herrngartenstraße 16 ·                          | Moritz Rosenau                                                                                      | Hier wohnte Moritz Rosenau Jg. 1873 Deportiert 1942 Theresienstadt Tot 9.2.1943                                                                                                  | 2. Mai 2013                                                                       |                                                                                 | Das Ehepaar Rosenau betrieb in Wiesbaden einen Fahrradgroßhandel unter dem Namen Moritz Rosenau & Co. mit einer Filiale in Mainz. Am 17. Oktober 1924 wurde die einzige Tochter Gerti geboren. Sie wurde am 5. Juni 1938 in der Synagoge am Michelsberg, die in der Reichspogromnacht zerstört wurde, eingesegnet. Am 6. Juli 1939 kam Gerti mit einem Kindertransport nach England und entkam somit den Schrecken der Naziherrschaft. |
| Wilhelmstraße 20 ·                              | Salomon Rosenstrauch                                                                                | Hier wohnte Salomon Rosenstrauch Jg. 1875 Misshandelt von SA Tot an Folgen 22.4.1933                                                                                             | 5. Mai 2010                                                                       |                                                                                 | |
| Rheinstraße 81 ·                                | Jette Rottenberg                                                                                    | Hier wohnte Jette Rottenberg Jg. 1910 Eingewiesen Jacoby’sche Anstalt Bendorf-Sayn Deportiert 1942 Krasniczyn Ermordet 1.5.1943                                                  | 30. Apr. 2013                                                                     |                                                                                 | Familie Rottenberg lebte seit 1907 in Wiesbaden. In der Rheinstraße 81 führte Philipp Rottenberg ein gut gehendes Weiß- und Wollwarengeschäft. Er hatte einen Versandhandel, belieferte Einzelhandelsgeschäfte in der Region und verkaufte direkt an Kunden. |
| Rheinstraße 81 ·                                | Mina Rottenberg                                                                                     | Hier wohnte Mina Rottenberg Jg. 1881 Deportiert 1942 Schicksal unbekannt | 30. Apr. 2013                                                                     |                                                                                 | Familie Rottenberg lebte seit 1907 in Wiesbaden. In der Rheinstraße 81 führte Philipp Rottenberg ein gut gehendes Weiß- und Wollwarengeschäft. Er hatte einen Versandhandel, belieferte Einzelhandelsgeschäfte in der Region und verkaufte direkt an Kunden. |
| Rheinstraße 81 ·                                | Karoline Kätchen Haas                                                                               | Hier wohnte Karoline Kätchen Haas Jg. 1890 Deportiert 1942 Lublin Ermordet in Sobibor                                                                                            | 30. Apr. 2013                                                                     |                                                                                 | Familie Rottenberg lebte seit 1907 in Wiesbaden. In der Rheinstraße 81 führte Philipp Rottenberg ein gut gehendes Weiß- und Wollwarengeschäft. Er hatte einen Versandhandel, belieferte Einzelhandelsgeschäfte in der Region und verkaufte direkt an Kunden. |
| Taunusstraße 14 ·                               | Leo Lazarus Rubinstein                                                                              | Hier wohnte Leo Lazarus Rubinstein Jg. 1904 Deportiert 1943 Auschwitz Befreit/Überlebt                                                                                           | 2. Okt. 2012                                                                      |                                                                                 | |
| Taunusstraße 46/48 ·                            | Ruth Irmgard Rückersberg                                                                            | Hier wohnte Ruth Irmgard Rückersberg Jg. 1921 Deportiert 1942 Auschwitz Ermordet Sept. 1942                                                                                      | 3. Mai 2011                                                                       |                                                                                 | Ruth Rückersberg hatte zwei ältere Brüder: Kurt Siegfried und Walter, die die Verfolgungen der Nazizeit überlebt haben. Ihre Eltern, Robert Rückersberg und Rosa geb. Gottschalk, führten in Wiesbaden das Hotel Kronprinz in der Taunusstraße 46/48. |
| Kirchgasse 46 ·                                 | Brandel Berta Saal geb. Million                                                                     | Hier wohnte Brandel Berta Saal geb. Million Jg. 1874 Ausgewiesen 1938 nach Polen ???                                                                                             | 13. Okt. 2009                                                                     |                                                                                 | |
| Kirchgasse 46 ·                                 | Jonas Saal                                                                                          | Hier wohnte Jonas Saal Jg. 1874 Ausgewiesen 1938 nach Polen ??? | 13. Okt. 2009                                                                     |                                                                                 | |
| Adelheidstraße 82 ·                             | Oskar Osias Emanuel Kohn                                                                            | Hier wohnte Oskar Osias Emanuel Kohn Jg. 1904 Deportiert Sachsenhausen Ermordet 31.12.1941 Ravensbrück                                                                           | 30. Juni 2009                                                                     |                                                                                 | Zur Erinnerung an Oskar Emanuel Kohn Alfred Scherer führte ein Zigarrenhaus in der Kirchgasse. Jennys Geschwister Rebecca, Isidor und Leopold konnten in die USA bzw. nach Südamerika fliehen. |
| Adelheidstraße 82 ·                             | Alfred Scherer                                                                                      | Hier wohnte Alfred Scherer Jg. 1897 Deportiert 1942 Lublin Ermordet 24.8.1942 Majdanek                                                                                           | 30. Juni 2009                                                                     |                                                                                 | Zur Erinnerung an Oskar Emanuel Kohn Alfred Scherer führte ein Zigarrenhaus in der Kirchgasse. Jennys Geschwister Rebecca, Isidor und Leopold konnten in die USA bzw. nach Südamerika fliehen. |
| Adelheidstraße 82 ·                             | Jenny Scherer geb. Horwitz                                                                          | Hier wohnte Jenny Scherer geb. Horwitz Jg. 1889 Deportiert 1942 Lublin Ermordet in Sobibor                                                                                       | 30. Juni 2009                                                                     |                                                                                 | Zur Erinnerung an Oskar Emanuel Kohn Alfred Scherer führte ein Zigarrenhaus in der Kirchgasse. Jennys Geschwister Rebecca, Isidor und Leopold konnten in die USA bzw. nach Südamerika fliehen. |
| Webergasse 3 ·                                  | Julie Schöniger geb. Mayer                                                                          | Hier wohnte Julie Schöniger geb. Mayer Jg. 1889 Deportiert 1943 Auschwitz Ermordet 4.12.1943                                                                                     | 8. Apr. 2014                                                                      |                                                                                 | Zur Erinnerung an Julie Schöniger, geb. Mayer |
| Adelheidstraße 54 ·                             | Frida Schwarz geb. Cohen                                                                            | Hier wohnte Frida Schwarz geb. Cohen Jg. 1866 Gedemütigt/Entrechtet Flucht in den Tod 29.8.1942                                                                                  | 30. Juni 2009                                                                     |                                                                                 | Zur Erinnerung an Sigmund Schwarz, Frida Schwarz, geb. Cohen, Therese Schwarz Therese Schwarz betreute die Deportationsopfer in der Synagoge in Wiesbaden und am Güterbahnhof und hat auf Verlangen Veronal ausgegeben. Im Februar 1943 wurde sie mit anderen noch in Wiesbaden verbliebenen jüdischen Bürgern nach Frankfurt deportiert. Die Fahrt mussten die Opfer selbst bezahlen. |
| Adelheidstraße 54 ·                             | Sigmund Schwarz                                                                                     | Hier wohnte Sigmund Schwarz Jg. 1880 Gedemütigt/Entrechtet Tot 15.12.1942 vor Deportation                                                                                        | 30. Juni 2009                                                                     |                                                                                 | Zur Erinnerung an Sigmund Schwarz, Frida Schwarz, geb. Cohen, Therese Schwarz Therese Schwarz betreute die Deportationsopfer in der Synagoge in Wiesbaden und am Güterbahnhof und hat auf Verlangen Veronal ausgegeben. Im Februar 1943 wurde sie mit anderen noch in Wiesbaden verbliebenen jüdischen Bürgern nach Frankfurt deportiert. Die Fahrt mussten die Opfer selbst bezahlen. |
| Adelheidstraße 54 ·                             | Therese Schwarz                                                                                     | Hier wohnte Therese Schwarz Jg. 1893 Deportiert 1943 Flucht in den Tod vor Transport 18.10.1943 in Frankfurt                                                                     | 30. Juni 2009                                                                     |                                                                                 | Zur Erinnerung an Sigmund Schwarz, Frida Schwarz, geb. Cohen, Therese Schwarz Therese Schwarz betreute die Deportationsopfer in der Synagoge in Wiesbaden und am Güterbahnhof und hat auf Verlangen Veronal ausgegeben. Im Februar 1943 wurde sie mit anderen noch in Wiesbaden verbliebenen jüdischen Bürgern nach Frankfurt deportiert. Die Fahrt mussten die Opfer selbst bezahlen. |
| Emanuel-Geibel-Straße 11 ·                      | Bernhard Sipper                                                                                     | Hier wohnte Bernhard Sipper Jg. 1916 Verhaftet 1938 Deportiert Auschwitz Ermordet am 18.2.1943                                                                                   | 30. Okt. 2011                                                                     |                                                                                 | Zur Erinnerung an Bernhard Sipper |
| Oranienstraße 45 ·                              | Jakob Sommerfeld                                                                                    | Hier wohnte Jakob Sommerfeld Jg. 1887 Deportiert 1942 Ermordet in Auschwitz | 13. Okt. 2011                                                                     |                                                                                 | Zur Erinnerung an Jakob Sommerfeld |
| Oranienstraße 45 ·                              | Simon Möllrich                                                                                      | Hier wohnte Simon Möllrich Jg. 1853 Deportiert 1942 Theresienstadt Ermordet 9.9.1942                                                                                             | 27. Okt. 2021                                                                     |                                                                                 | 25 Jahre wohnte Simon Möllrich in der Oranienstraße 45. Seine Frau Betty starb 1933. Möllrich zog später in die Luisenstraße, 1942 in das jüdische Altersheim an der Geisbergstraße 24. |
| Oranienstraße 44 ·                              | Hirsch Steinbrecher                                                                                 | Hier wohnte Hirsch Steinbrecher Jg. 1899 deportiert 1942 Lublin ermordet |                                                                                   |                                                                                 | |
| Oranienstraße 44 ·                              | Maria Steinbrecher                                                                                  | Hier wohnte Maria Steinbrecher geb. Katzengold Jg. 1902 deportiert 1942 Lublin ermordet                                                                                          |                                                                                   |                                                                                 | |
| Schwalbacher Straße 41 ·                        | Eva Sternbach                                                                                       | Hier wohnte Eva Sternbach Jg. 1911 Deportiert 1942 Ermordet in Sobibor | 15. Mai 2015                                                                      |                                                                                 | Zur Erinnerung an Eva Sternbach und ihre Kinder Harry, Leo und Fanny |
| Schwalbacher Straße 41 ·                        | Fanny Sternbach                                                                                     | Hier wohnte Fanny Sternbach Jg. 1939 Deportiert 1942 Ermordet in Sobibor | 15. Mai 2015                                                                      |                                                                                 | Zur Erinnerung an Eva Sternbach und ihre Kinder Harry, Leo und Fanny |
| Schwalbacher Straße 41 ·                        | Harry Sternbach                                                                                     | Hier wohnte Harry Sternbach Jg. 1935 Deportiert 1942 Ermordet im besetzten Polen                                                                                                 | 15. Mai 2015                                                                      |                                                                                 | Zur Erinnerung an Eva Sternbach und ihre Kinder Harry, Leo und Fanny |
| Schwalbacher Straße 41 ·                        | Leo Sternbach                                                                                       | Hier wohnte Leo Sternbach Jg. 1936 Deportiert 1942 Ermordet im besetzten Polen                                                                                                   | 15. Mai 2015                                                                      |                                                                                 | Zur Erinnerung an Eva Sternbach und ihre Kinder Harry, Leo und Fanny |
| Schwalbacher Straße 41 ·                        | Sander Sternbach                                                                                    | Hier wohnte Sander Sternbach Jg. 1873 'Polenaktion' 1938 Beuthen/Bytom Ermordet 30.10.1941 Lemberg                                                                               | 15. Mai 2015                                                                      |                                                                                 | Zur Erinnerung an Eva Sternbach und ihre Kinder Harry, Leo und Fanny |
| Schwalbacher Straße 41 ·                        | Salomon Sternbach                                                                                   | Hier wohnte Salomon Sternbach Jg. 1903 Verhaftet 1941 Mauthausen Flucht in den Tod 14.2.1942                                                                                     | 25. Okt. 2018                                                                     |                                                                                 | Zur Erinnerung an Eva Sternbach und ihre Kinder Harry, Leo und Fanny |
| Schwalbacher Straße 41 ·                        | Josef Sternbach                                                                                     | Hier wohnte Josef Sternbach Jg. 1905 "Polenaktion" 1938 Beuthen/Bytom Ermordet im besetzten Polen                                                                                | 25. Okt. 2018                                                                     |                                                                                 | Zur Erinnerung an Eva Sternbach und ihre Kinder Harry, Leo und Fanny |
| Moritzstraße 40 ·                               | Gustav Strauss                                                                                      | Hier wohnte Gustav Strauss Jg. 1892 Deportiert 1942 Theresienstadt Ermordet 24.1.1943 Auschwitz                                                                                  | 15. Okt. 2015                                                                     |                                                                                 | Zur Erinnerung an Gustav Strauss |
| Untere Albrechtstraße 17 ·                      | Helene Strauß geb. Simon                                                                            | Hier wohnte Helene Strauss geb. Simon Jg. 1858 Gedemütigt/Entrechtet Flucht in den Tod 21.8.1942                                                                                 | 19. Apr. 2016                                                                     |                                                                                 | Helene Strauß, geb. Simon, heiratete im August 1880 den Weinhändler Salomon Strauß, Jahrgang 1860, aus Freilaubersheim. Die einzige Tochter Irma wurde 1895 in Wöllstein geboren. Nach der Machtübernahme der Nazis wurde gar nichts mehr verdient. Im Juli 1939 starb Salomon Strauß, Steuern konnten nicht mehr gezahlt, das Haus in der Albrechtstraße musste verkauft werden, bis schließlich so wenig Geld vorhanden war, dass sogar die Raten für die "Judenvermögensabgabe" vom Finanzamt erlassen werden mussten. |
| Untere Albrechtstraße 17 ·                      | Irma Strauss                                                                                        | Hier wohnte Irma Strauss Jg. 1895 Deportiert 1942 Ermordet in Sobibor | 19. Apr. 2016                                                                     |                                                                                 | Helene Strauß, geb. Simon, heiratete im August 1880 den Weinhändler Salomon Strauß, Jahrgang 1860, aus Freilaubersheim. Die einzige Tochter Irma wurde 1895 in Wöllstein geboren. Nach der Machtübernahme der Nazis wurde gar nichts mehr verdient. Im Juli 1939 starb Salomon Strauß, Steuern konnten nicht mehr gezahlt, das Haus in der Albrechtstraße musste verkauft werden, bis schließlich so wenig Geld vorhanden war, dass sogar die Raten für die "Judenvermögensabgabe" vom Finanzamt erlassen werden mussten. |
| Adelheidstraße 75 ·                             | Anna Sulzberger geb. Lieber                                                                         | Hier wohnte Anna Sulzberger geb. Lieber Jg. 1900 Deportiert 10.6.1942 Ermordet 1942 in Sobibor                                                                                   | 22. Jan. 2008                                                                     |                                                                                 | Unter zunehmend härteren Lebensbedingungen wurde die finanzielle Situation der Familie Sulzberger weiter eingeschränkt. Die „Judenvermögensabgabe“ im Dezember 1938 und die „Reichsfluchtsteuer“ im Januar 1941 mussten durch den Verkauf von Wertpapieren und Grundbesitz beglichen werden. Durch das Berufsverbot für jüdische Anwälte 1933 und finanzielle Probleme in der Großfamilie verschlechterte sich auch deren wirtschaftliche Lage. An seinen Kriegsfolgeschäden verstarb Dr. Martin Sulzberger am 09.03.1936 im Israelitischen Krankenhaus in Frankfurt. |
| Adelheidstraße 75 ·                             | Manfred Sulzberger                                                                                  | Hier wohnte Manfred Sulzberger Jg. 1929 Deportiert 10.6.1942 Ermordet 1942 in Sobibor                                                                                            | 22. Jan. 2008                                                                     |                                                                                 | Unter zunehmend härteren Lebensbedingungen wurde die finanzielle Situation der Familie Sulzberger weiter eingeschränkt. Die „Judenvermögensabgabe“ im Dezember 1938 und die „Reichsfluchtsteuer“ im Januar 1941 mussten durch den Verkauf von Wertpapieren und Grundbesitz beglichen werden. Durch das Berufsverbot für jüdische Anwälte 1933 und finanzielle Probleme in der Großfamilie verschlechterte sich auch deren wirtschaftliche Lage. An seinen Kriegsfolgeschäden verstarb Dr. Martin Sulzberger am 09.03.1936 im Israelitischen Krankenhaus in Frankfurt. |
| Adelheidstraße 75 ·                             | Paul Sulzberger                                                                                     | Hier wohnte Paul Sulzberger Jg. 1931 Deportiert 10.6.1942 Ermordet 1942 in Sobibor                                                                                               | 22. Jan. 2008                                                                     |                                                                                 | Unter zunehmend härteren Lebensbedingungen wurde die finanzielle Situation der Familie Sulzberger weiter eingeschränkt. Die „Judenvermögensabgabe“ im Dezember 1938 und die „Reichsfluchtsteuer“ im Januar 1941 mussten durch den Verkauf von Wertpapieren und Grundbesitz beglichen werden. Durch das Berufsverbot für jüdische Anwälte 1933 und finanzielle Probleme in der Großfamilie verschlechterte sich auch deren wirtschaftliche Lage. An seinen Kriegsfolgeschäden verstarb Dr. Martin Sulzberger am 09.03.1936 im Israelitischen Krankenhaus in Frankfurt. |
| Adelheidstraße 75 ·                             | Esther Lieber                                                                                       | Hier wohnte Esther Lieber geb. Adler Jg. 1871 Deportiert 1.9.1942 Theresienstadt Treblinka Ermordet 29.9.1942                                                                    | 22. Jan. 2008                                                                     |                                                                                 | Unter zunehmend härteren Lebensbedingungen wurde die finanzielle Situation der Familie Sulzberger weiter eingeschränkt. Die „Judenvermögensabgabe“ im Dezember 1938 und die „Reichsfluchtsteuer“ im Januar 1941 mussten durch den Verkauf von Wertpapieren und Grundbesitz beglichen werden. Durch das Berufsverbot für jüdische Anwälte 1933 und finanzielle Probleme in der Großfamilie verschlechterte sich auch deren wirtschaftliche Lage. An seinen Kriegsfolgeschäden verstarb Dr. Martin Sulzberger am 09.03.1936 im Israelitischen Krankenhaus in Frankfurt. |
| Langgasse 10 ·                                  | Anni Wallach                                                                                        | Hier wohnte Anni Wallach geb. Eichwald Jg. 1886 Flucht 1939 Belgien interniert Mechelen deportiert 1943 ermordet Auschwitz                                                       |                                                                                   |                                                                                 | |
| Langgasse 10 ·                                  | Heinz Wallach                                                                                       | Hier wohnte Heinz Wallach Jg. 1909 Flucht 1939 Belgien interniert Drancy deportiert 1942 ermordet in Auschwitz                                                                   |                                                                                   |                                                                                 | |
| Langgasse 10 ·                                  | Elsbet Juliane Wallach                                                                              | Hier wohnte Elsbet Juliane Wallach Jg. 1921 Flucht 1939 Belgien interniert Mechelen deportiert 1943 ermordet Auschwitz                                                           |                                                                                   |                                                                                 | |
| Faulbrunnenstraße 9 ·                           | Arthur Weil                                                                                         | Hier wohnte Arthur Weil Jg. 1880 Verhaftet 1938 Sachsenhausen Tot 14.3.1942 | 4. Okt. 2011                                                                      |                                                                                 | Von 1931 bis Dezember 1938 hatte Arthur Weil ein Gewerbe als Kammerjäger bei den städtischen Behörden angemeldet. Die ganze Familie litt unter den Repressalien der Nationalsozialisten. |
| Adelheidstraße 70 ·                             | Bertha Weinberg geb. Schwabe                                                                        | Hier wohnte Bertha Weinberg geb. Schwabe Jg. 1881 Deportiert 10.8.1942 Lublin Ermordet in Sobibor                                                                                | 30. Juni 2009                                                                     |                                                                                 | Zur Erinnerung an Berta Weinberg, geb. Schwabe, und ihren Sohn Kurt Weinberg |
| Adelheidstraße 70 ·                             | Kurt Weinberg                                                                                       | Hier wohnte Kurt Weinberg Jg. 1906 Deportiert 10.6.1942 Lublin Ermordet in Sobibor                                                                                               | 30. Juni 2009                                                                     |                                                                                 | Zur Erinnerung an Berta Weinberg, geb. Schwabe, und ihren Sohn Kurt Weinberg |
| Kaiser-Friedrich-Ring 66 ·                      | Isak Weiss                                                                                          | Hier wohnte Isak Weiss Jg. 1893 Flucht 1938 Belgien 1940 Frankreich 1942 Schweiz                                                                                                 | 15. Okt. 2015                                                                     |                                                                                 | |
| Kaiser-Friedrich-Ring 66 ·                      | Klara Weiss                                                                                         | Hier wohnte Klara Weiss Jg. 1923 Flucht 1939 Belgien 1940 Frankreich Interniert Drancy Deportiert 1942 Ermordet in Auschwitz                                                     | 15. Okt. 2015                                                                     |                                                                                 | |
| Kaiser-Friedrich-Ring 66 ·                      | Leo Weiss                                                                                           | Hier wohnte Leo Weiss Jg. 1928 Flucht 1939 Belgien 1940 Frankreich Interniert Drancy Deportiert 1942 Ermordet in Auschwitz                                                       | 15. Okt. 2015                                                                     |                                                                                 | |
| Kaiser-Friedrich-Ring 66 ·                      | Sara Weiss geb. Holländer                                                                           | Hier wohnte Sara Weiss geb. Holländer Jg. 1897 Flucht 1939 Belgien 1940 Frankreich Interniert Drancy Deportiert 1942 Ermordet in Auschwitz                                       | 15. Okt. 2015                                                                     |                                                                                 | |
| Körnerstraße 8 ·                                | Ernst Siegmund Wolf                                                                                 | Hier wohnte Ernst Siegmund Wolf Jg. 1895 Deportiert 1942 Theresienstadt 1944 Auschwitz Ermordet                                                                                  |                                                                                   |                                                                                 | |
| Körnerstraße 8 ·                                | Frieda Hilda Wolf geb. Feibel                                                                       | Hier wohnte Frieda Hilda Wolf geb. Feibel Deportiert 1942 Theresienstadt 1944 Auschwitz Ermordet                                                                                 |                                                                                   |                                                                                 | |
| Körnerstraße 8 ·                                | Inge Wolf                                                                                           | Hier wohnte Inge Wolf Jg. 1923 Deportiert 1942 Ermordet in Sobibor |                                                                                   |                                                                                 | |
| Röderstraße 27 ·                                | Inge Wolf                                                                                           | Hier wohnte Inge Wolf Jg. 1940 Eingewiesen 3.2.1942 Heilanstalt Eichberg 'Kinderfachabteilung' Ermordet 14.2.1943                                                                |                                                                                   |                                                                                 | Der kleinen Inge Wolf war nur ein ganz kurzes Leben beschieden. Sie kam 1940 körperlich und geistig schwer behindert zur Welt. Sie wurde in Hadamar vermutlich Opfer eines Euthanasiemordes. |
| Hirschgraben 10 ·                               | Hellmut Wolff                                                                                       | Hier wohnte Hellmut Wolff Jg. 1917 Zwangsarbeit 1940 Firma Schuck deportiert 1942 ermordet                                                                                       |                                                                                   |                                                                                 | |
| Stiftstraße 16 ·                                | Augusta Krotoschin geb. Rosenzweig                                                                  | Hier wohnte Augusta Krotoschin geb. Rosenzweig Jg. 1904 Deportiert 1942 Ermordet in Sobibor                                                                                      |                                                                                   |                                                                                 | |
| Stiftstraße 16 ·                                | Ewald Krotoschin                                                                                    | Hier wohnte Ewald Krotoschin Jg. 1899 Flucht 1939 Belgien Frankreich Interniert Drancy Deportiert 1942 Ermordet in Auschwitz                                                     |                                                                                   |                                                                                 | |
| Stiftstraße 16 ·                                | Hilde Krotoschin                                                                                    | Hier wohnte Hilde Krotoschin Jg. 1930 Deportiert 1942 Ermordet in Sobibor |                                                                                   |                                                                                 | |
| Stiftstraße 16 ·                                | Jeanette Rosenzweig geb. Cywie                                                                      | Hier wohnte Jeanette Rosenzweig geb. Cywie Jg. 1878 Deportiert 1942 Ermordet in Sobibor                                                                                          |                                                                                   |                                                                                 | |
| Stiftstraße 16 ·                                | Helene Wydor geb. Rosenzweig                                                                        | Hier wohnte Helene Wydor geb. Rosenzweig Jg. 1907 Verhaftet 1942 Ravensbrück Deportiert 1942 Auschwitz Ermordet 22.10.1942                                                       |                                                                                   |                                                                                 | |